# Умершие в июне 2017 года
Это список известных людей, соответствующих установленным критериям значимости (см. Википедия:Критерии значимости персоналий), умерших в июне 2017 года.
Причина смерти указывается лишь в исключительных случаях (убийство, самоубийство, гибель в результате военных действий, смертная казнь, ДТП или несчастные случаи). В остальных случаях — не указывается.

## 30 июня

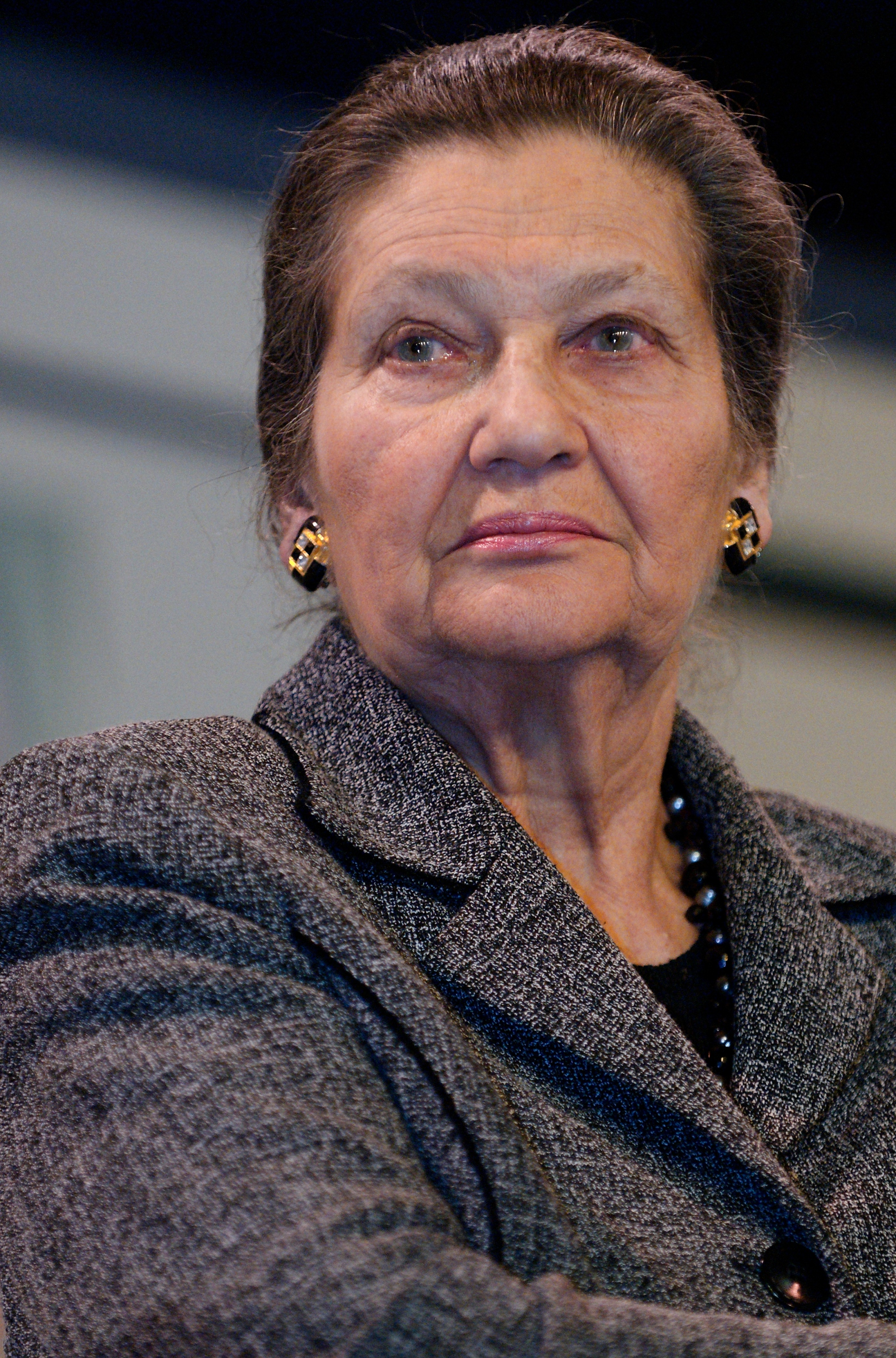
Симона Вейль

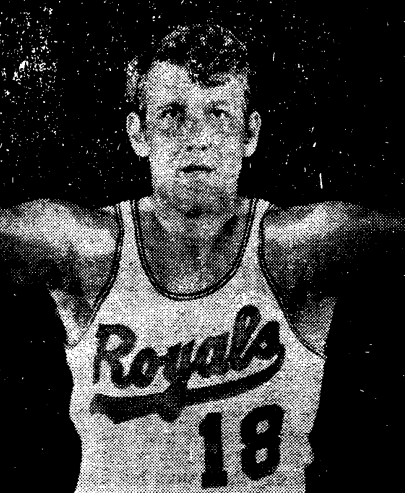
Даррелл Имхофф

- Бардин, Дмитрий Юрьевич (72) — российский физик-теоретик в области физики высоких энергий и физики элементарных частиц, доктор физико-математических наук, ведущий научный сотрудник, профессор Московского государственного университета[1].
- Васильев, Юрий Маркович (88) — советский и российский цитолог, член-корреспондент РАН (1991; член-корреспондент АН СССР с 1990)[2].
- Вейль, Симона (89) — французский государственный деятель, узница нацистских концлагерей, министр здравоохранения Франции (1974—1979, 1993—1995), председатель Европарламента (1979—1982)[3].
- Имхофф, Даррелл (78) — американский профессиональный баскетболист, чемпион летних Олимпийских игр в Риме (1960)[4].
- Ковач, Ласло (66) — венгерский футболист, голкипер национальной сборной, участник чемпионата мира по футболу (1978)[5].
- Кривицкий, Александр Антонович (89) — советский и белорусский языковед; лауреат Государственной премии СССР (1971)[6].
- Норман, Барри (83) — британский кинокритик[7].
- Светозаров, Владимир Иосифович (68) — советский и российский художник, народный художник Российской Федерации, сын кинорежиссёра Иосифа Хейфица, брат кинорежиссёра Дмитрия Светозарова[8].
- Тварошка, Рудольф (89) — чехословацкий футболист и спортивный функционер, председатель Чехословацкой ассоциации футбола (1970—1973)[9].

## 29 июня

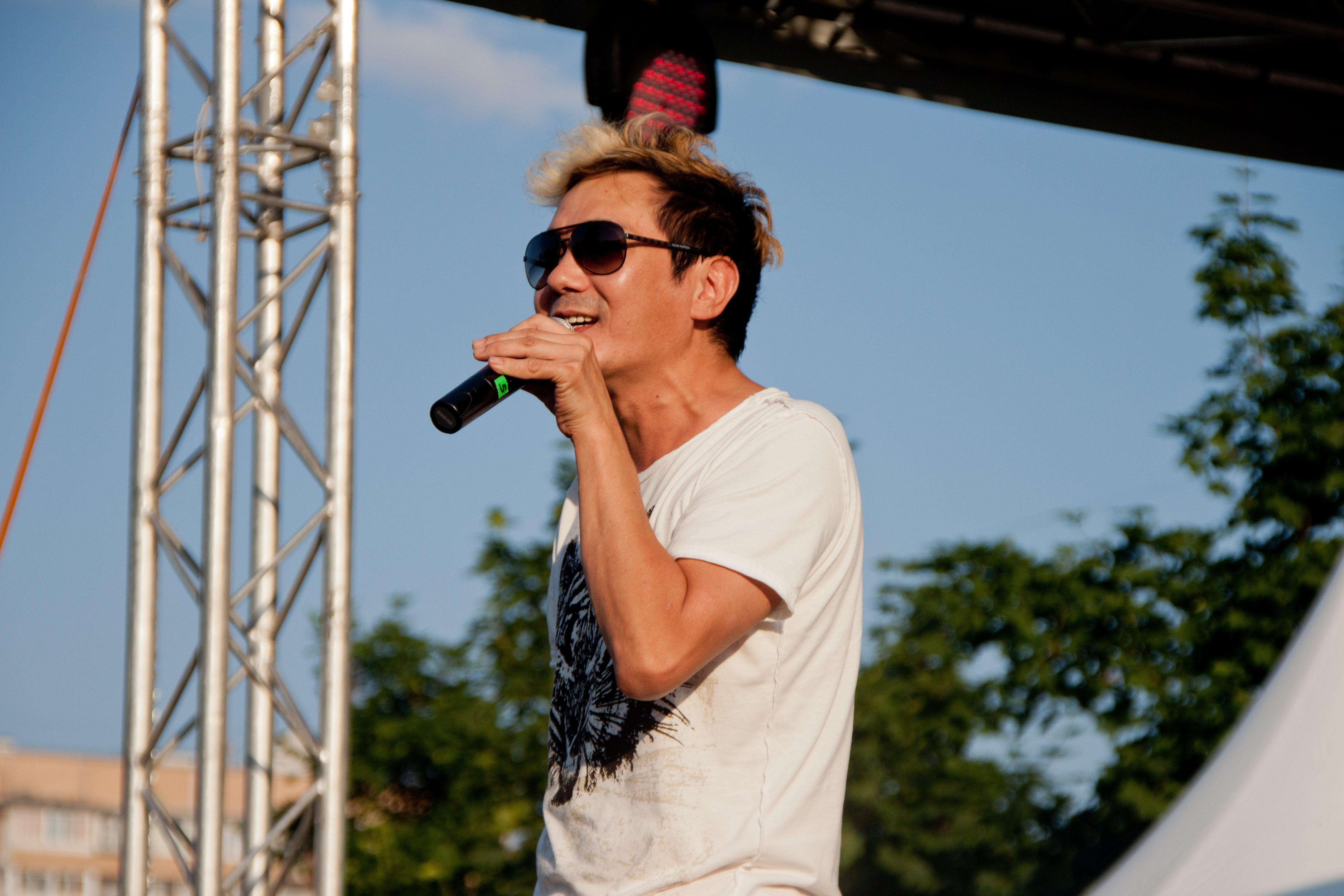
Олег Яковлев

- Гостяев, Константин (39) — российский лыжник, мастер спорта международного класса[10].
- Колесников, Геннадий Васильевич (69) — советский и российский театральный деятель, директор Тамбовского театра кукол (2001—2006) и объединённого драматического театра (2006—2012), театральный режиссёр[11].
- Любаров, Рудольф Гарриевич (85) — советский и российский тренер и судья всесоюзной категории по парусному спорту, мастер спорта СССР, заслуженный тренер РСФСР[12].
- Монктон, Джон (78) — австралийский пловец, серебряный призёр летних Олимпийских игр в Мельбурне (1956)[13].
- Надин Базиль (86) — французская актриса[14].
- Николлен, Луи (74) — французский футбольный менеджер, владелец и президент «Монпелье» с 1974 года[15].
- Сандерс, Уильям (75) — американский писатель и художник[16].
- Семенко, Дейв (59) — канадский хоккеист; обладатель Кубка Стэнли (1984, 1985)[17].
- Яковлев, Олег Жамсараевич (47) — российский певец, экс-вокалист группы «Иванушки International»[18].

## 28 июня

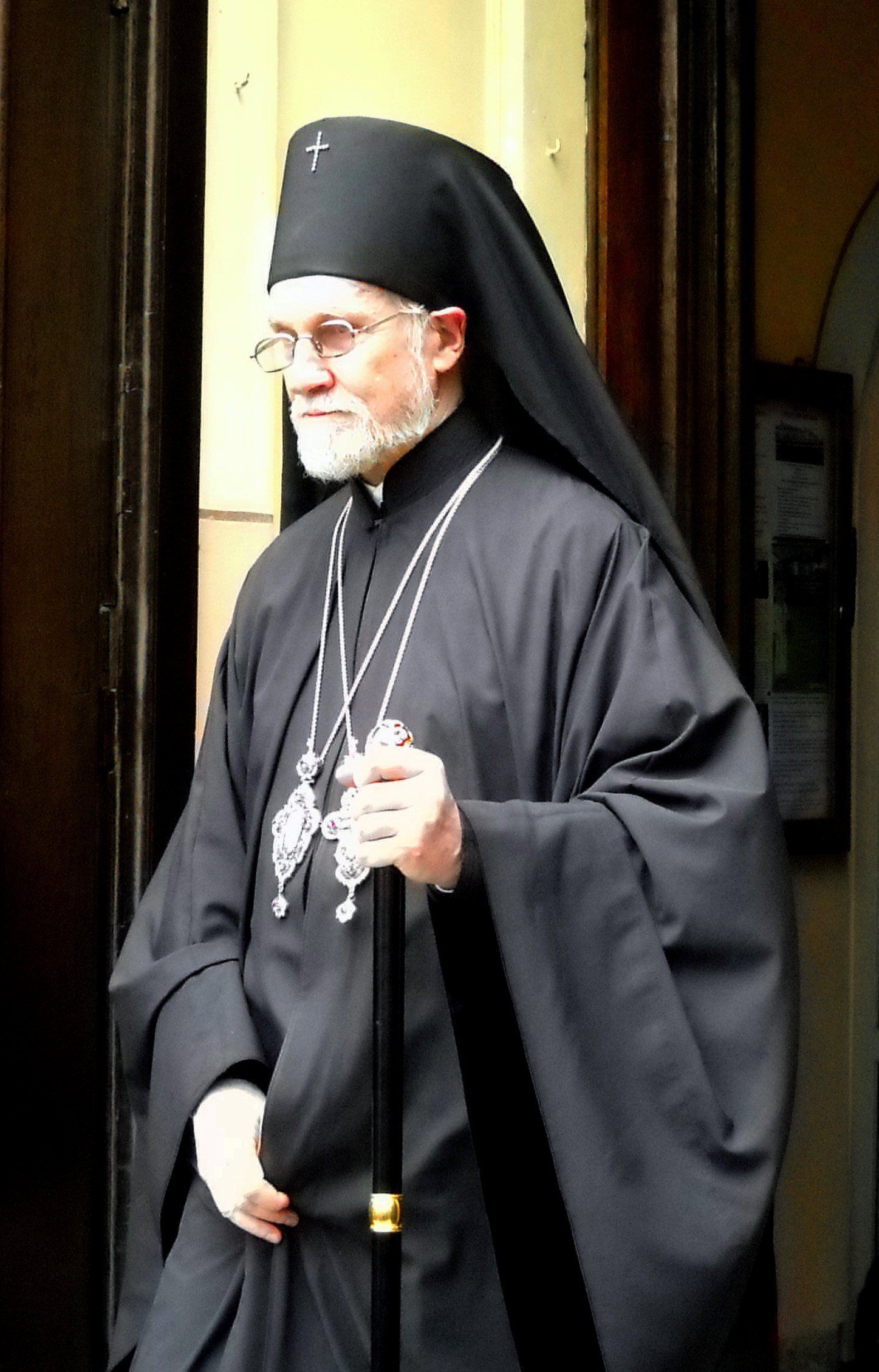
Симон (Романчук)

- Абрамян, Владимир Гургенович (87) — советский и армянский поэт и литературный переводчик[19].
- Де Карло, Гари (75) — американский певец и автор песен[20].
- Коран, Фил (90) — американский музыкант[21].
- Лейфер, Александр Эрахмиэлович (73) — советский и российский писатель и журналист, председатель правления Омской областной организации Союза российских писателей[22].
- Матвеев, Валерий Александрович (77) — российский учёный в области классической и новейшей прикладной теории гироскопических приборов и систем, инерциальной навигации, механики, профессор, доктор технических наук[23].
- Насилов, Дмитрий Михайлович (82) — советский и российский тюрколог, заведующий кафедрой тюркской филологии Института стран Азии и Африки Московского государственного университета имени М. В. Ломоносова[24].
- Симон (Романчук) (80) — епископ Польской православной церкви, архиепископ Лодзинский и Познанский (с 1981 года)[25].
- Сунтаи, Данбаба (55) — нигерийский государственный деятель, губернатор штата Тараба (2007—2012), последствия авиакатастрофы[26].
- Чуркина, Белла Юрьевна (80) — советская и российская актриса театра и кино[27].
- Шугаюпов, Вакиль Шакирович (80) — советский и российский мастер по изготовлению башкирских народных инструментов, заслуженный деятель искусств Башкирской АССР[28].

## 27 июня

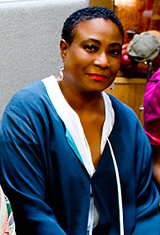
Джери Аллен

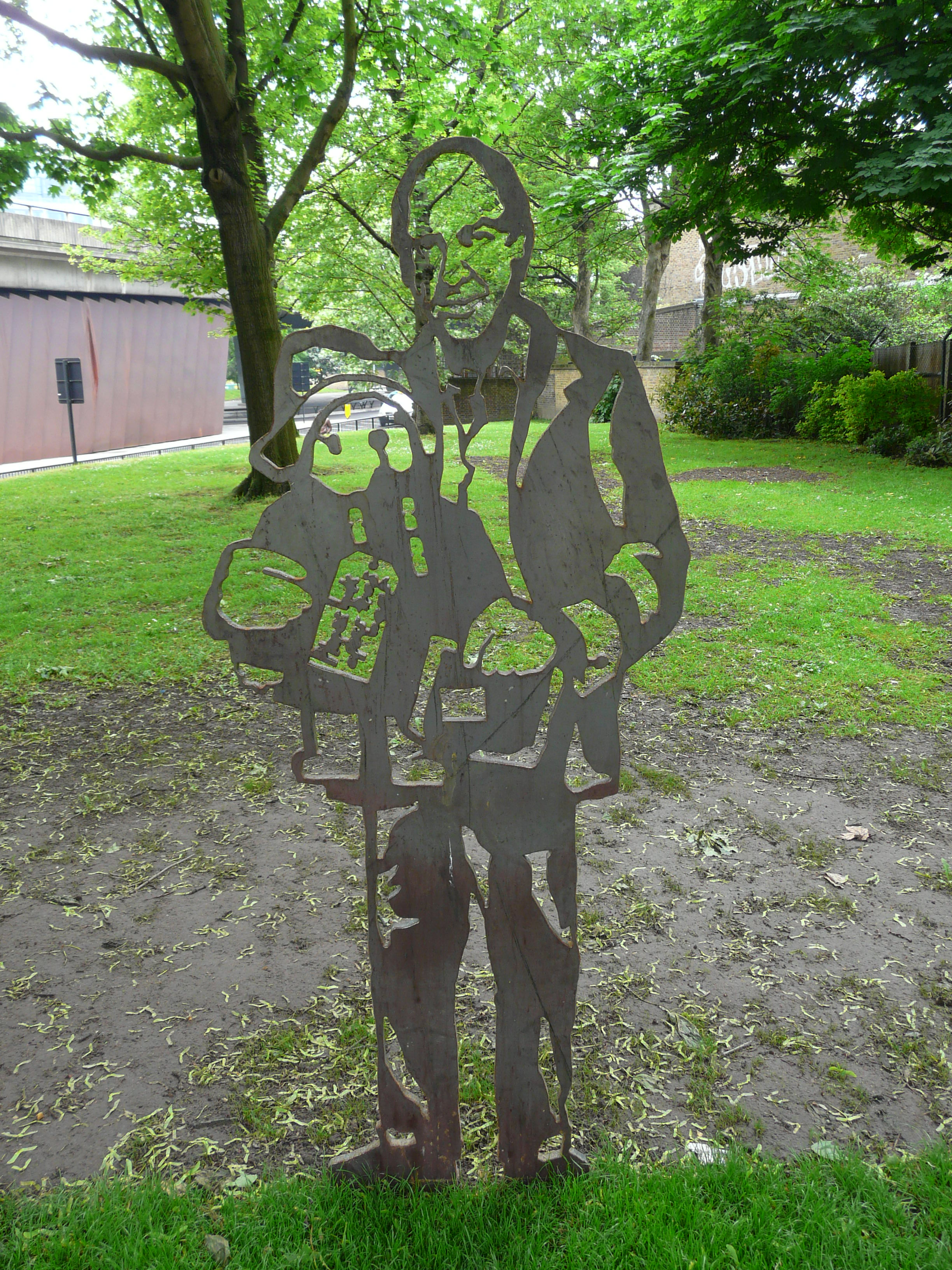
Майкл Бонд

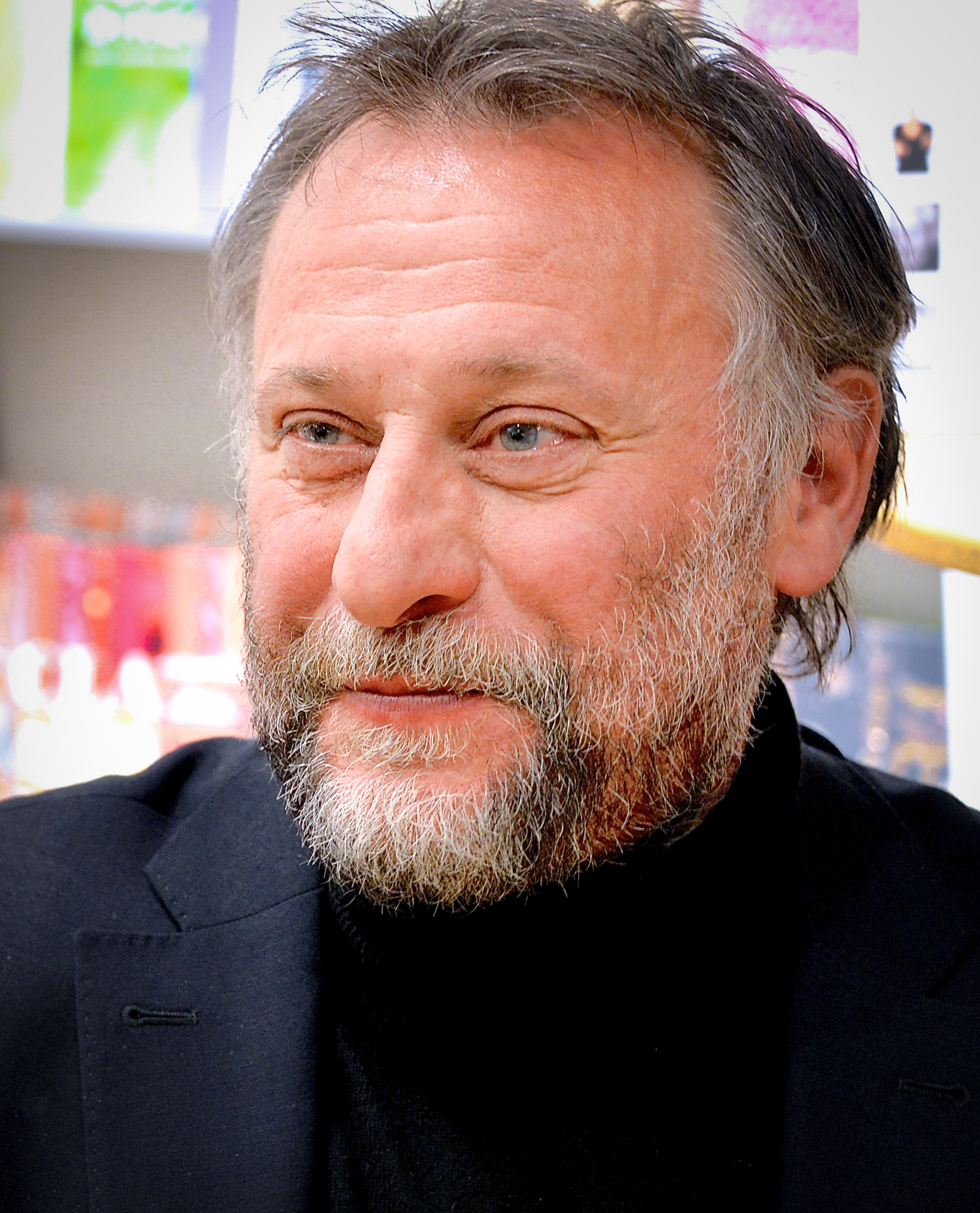
Микаэль Нюквист

Мустафа Тлас

- Абдул Азиз Аль Раджхи, Сулейман (97) — саудовский бизнесмен, лауреат Международной премии короля Фейсала (2012)[29].
- Аллен, Джери (60) — американский композитор и пианистка[30].
- Батакович, Душан (60) — сербский дипломат и учёный, посол Сербской Республики в Греции, Канаде и Франции, директор Института балканистики Сербской академии наук и искусств (2005—2008)[31].
- Бергер, Питер Людвиг (88) — австрийский и американский лютеранский теолог и социолог[32].
- Бонд, Майкл (91) — английский писатель и сценарист[33].
- Бутурлин, Михаил Михайлович (39) — российский хоккеист и арбитр[34].
- Генэ, Руслан Вячеславович (47) — российский хоровой дирижёр, главный хормейстер Московского государственного академического детского музыкального театра имени Н. И. Сац[35].
- Джамол, Ульмас (83) — советский, узбекский и таджикский поэт[36].
- Калитин, Василий Николаевич (50) — российский якутский учёный, директор национального якутского заповедника «Ленские столбы»[37].
- Комбеско, Пьер (77) — французский писатель, лауреат Гонкуровской премии (1991)[38].
- Коулмэн, Джасинта (42) — новозеландская велогонщица[39].
- Ногербек, Бауыржан Рамазанович (68) — советский и казахстанский киновед, теоретик художественного и мультипликационного кино[40].
- Нюквист, Микаэль (56) — шведский актёр[41].
- Пимштейн, Валентин (91) — мексиканский продюсер[42].
- Правденко, Сергей Макарович (68) — украинский журналист, главный редактор газеты «Голос Украины», депутат Верховной Рады Украины 3-х созывов[43].
- Пригожина, Лариса Георгиевна (80) — российский театровед, историк театра, кандидат искусствоведения[44].
- Прокопчик, Светлана (45) — российская писательница, бывшая жена и соавтор писателя Олега Дивова[45].
- Протопопова, Татьяна Александровна (69) — советская и российская оперная певица (сопрано), солистка Самарского театра оперы и балета, заслуженная артистка Российской Федерации (1994)[46].
- Рейх, Эдуард Александрович (78 или 79) — советский и российский художник[47].
- Рива, Феличе (82) — итальянский футбольный менеджер, президент клуба «Милан» (1963—1965)[48].
- Россер, Дэйв (50) — американский рок-гитарист и композитор[49].
- Со Ён Бок (94) — южнокорейский марафонец, победитель Бостонского марафона (1947)[50].
- Тлас, Мустафа (85) — сирийский военный и государственный деятель, министр обороны Сирии (1972—2002)[51].
- Филиппова, Ангелина Васильевна (69) — советская и российская театральная актриса, заслуженная артистка Молдовы[52] .
- Якутович, Сергей Георгиевич (64) — советский и украинский художник, член-корреспондент Академии искусств Украины, народный художник Украины, сын художника Георгия Якутовича[53].

## 26 июня

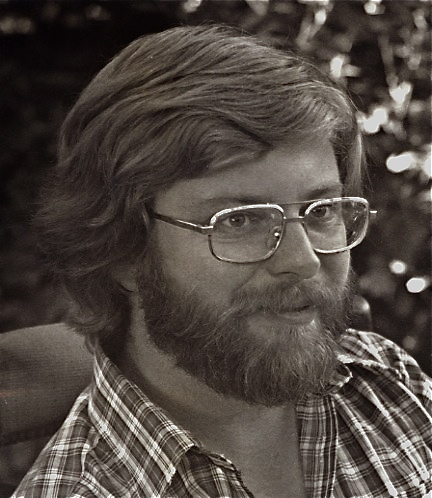
Дуг Петерсен

- Кулиева, Гандаб Габиб кызы (67) — азербайджанская актриса и певица, народная артистка Азербайджана[54].
- Джусойты, Нафи Григорьевич (92) — советский и осетинский поэт, драматург, публицист, литературовед, переводчик, народный писатель Осетии[55].
- Егоров, Егор Григорьевич (80) — советский и российский якутский учёный, академик АН Республики Саха (Якутия), доктор экономических наук, профессор, директор-организатор Института проблем малочисленных народов Севера Сибирского отделения АН СССР[56].
- Ланн, Джанет (88) — канадская детская писательница[57].
- Маркитан, Алексей Витальевич (58) — украинский художник[58].
- Петерсон, Дуг (71) — американский конструктор парусных яхт[59].
- Пиментель, Исайя (84) — венесуэльский теннесист[60].
- Тиам, Хабиб (84) — сенегальский государственный деятель, премьер-министр Сенегала (1981—1983 и 1991—1998)[61].
- Фажеде, Клод (89) — французский фотограф[62].
- Чи, Джимми (69) — австралийский композитор и драматург[63].

## 25 июня

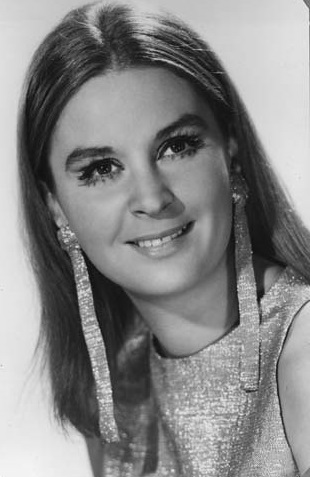
Эльса Даниэль

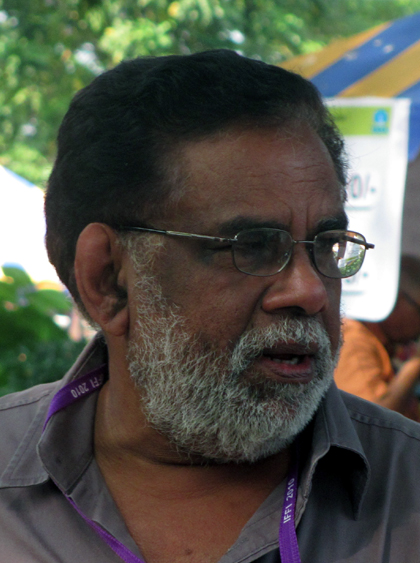
Моханан К. У.

- Авсюк, Юрий Николаевич (82) — советский и российский геофизик, член-корреспондент РАН (1997)[64][65].
- Даниэль, Эльса (80, по другим данным 78) — аргентинская актриса театра, кино и телевидения[66].
- Земан, Эдуард (69) — чешский государственный деятель, министр образования, молодёжи и спорта (1998—2002)[67].
- Иванеев, Дмитрий Георгиевич (93) — советский и российский историк кино, киновед, режиссёр[68].
- Кифишин, Анатолий Георгиевич (82) — советский и российский востоковед, шумеролог, специалист по шумеры-вавилонской письменности [источник не указан 2879 дней].
- Клайн, Эдвард (85) — американский издатель русской литературы и общественный деятель[69].
- Кривун, Николай Минович (80) — советский и российский шахматист и тренер, мастер спорта СССР (1977) и международного класса по шахматам (1983)[70].
- Куксин, Игорь Александрович (54) — российский тележурналист[71].
- Кулешов, Иван Иванович (88) — советский государственный и хозяйственный деятель, генеральный директор ПО «Минский тракторный завод» (1982—1993)[источник не указан 2949 дней].
- Моханан К. У. (69) — индийский режиссёр[72].
- Пабут, Талво (55) — советский и эстонский актёр театра и кино и литератор[73].
- Подлесный, Сергей Антонович (75) — советский и российский инженер и радиотехник, ректор Красноярского государственного технического университета (1996—2006)[74].
- Уилсон, Гордон (79) — британский политический деятель, лидер Шотландской национальной партии (1979—1990)[75].
- Фелиу, Ольга (84) — чилийский политик и юрист, депутат Сената Чили[76].
- Фелиш Моуринью (79) — португальский футболист и тренер, отец футбольного тренера Жозе Моуринью[77].

## 24 июня

Леопольд Цесюлевич

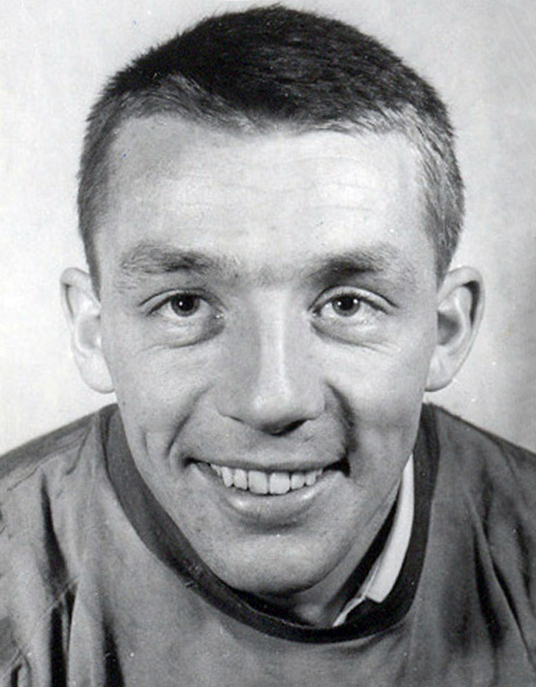
Нильс Нильссон

- Двинянинов, Андрей Алексеевич (31) — российский спортсмен-паралимпиец, следж-хоккеист, серебряный призёр Паралимпийских игр 2014 года в Сочи, заслуженный мастер спорта Российской Федерации (2014)[78].
- Колосов, Владимир Михайлович (83) — советский и российский актёр и педагог, заслуженный артист РСФСР.
- Кривцов, Владимир Станиславович (70) — советский и украинский учёный, доктор технических наук, профессор, ректор Харьковского авиационного института, заслуженный деятель науки и техники Украины, лауреат Государственной премии Украины[79].
- Мутагамба, Мария (64) — угандийский государственный деятель, министр туризма (2012—2016)[80] Архивная копия от 27 июня 2017 на Wayback Machine.
- Нильссон, Нильс (81) — шведский хоккеист, серебряный призёр зимних Олимпийских игр в Инсбруке (1964), двукратный чемпион мира (1957, 1962)[81].
- Нурдквист, Моника (76) — шведская актриса[82].
- Робер, Вероник (54) — французская журналистка; погибла при взрыве в Ираке[83].
- Симонов, Пётр Константинович (75) — советский и российский художник[84].
- Цесюлевич, Леопольд Романович (79) — советский и российский художник и публицист, заслуженный художник Российской Федерации[85].

## 23 июня

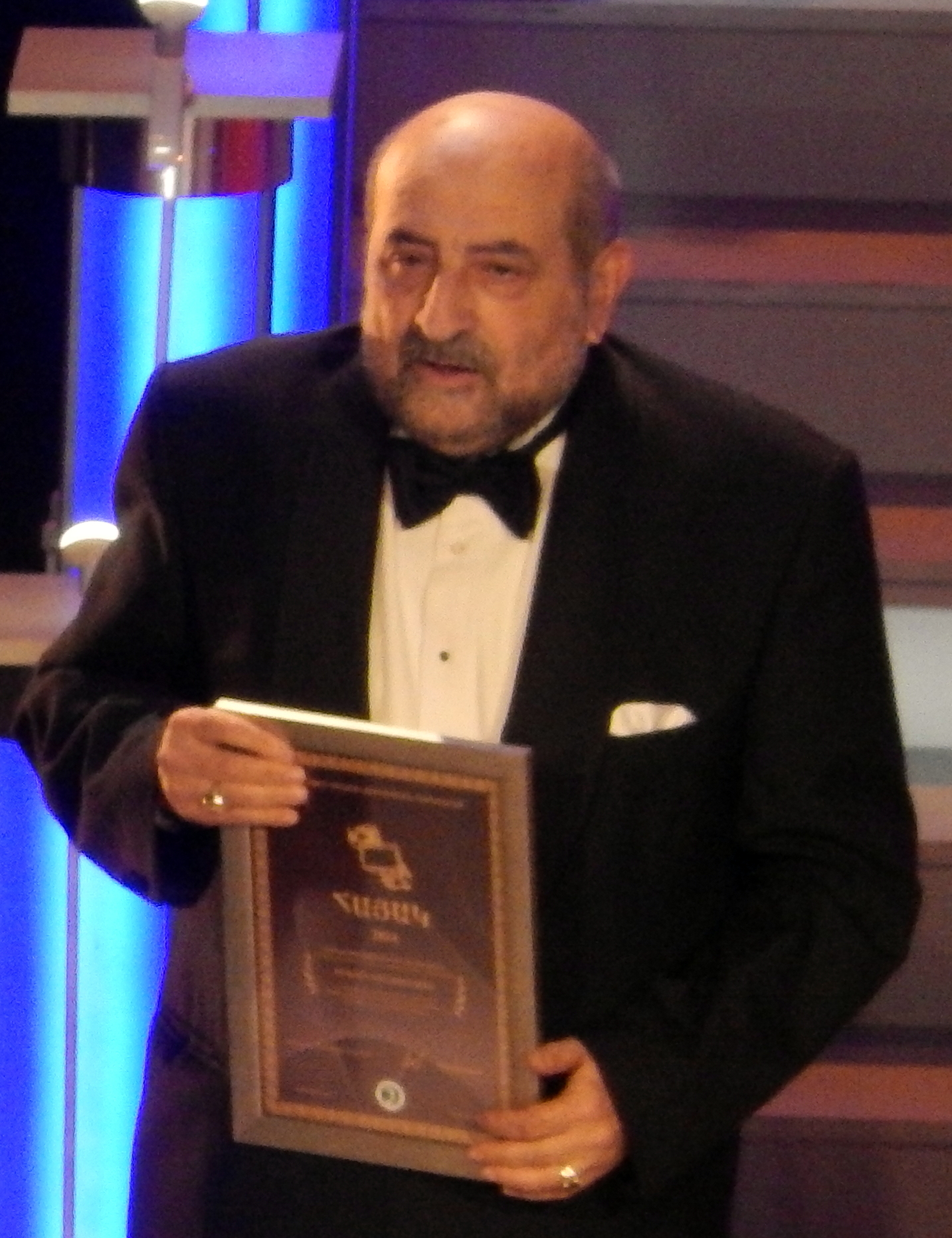
Рубен Геворкянц

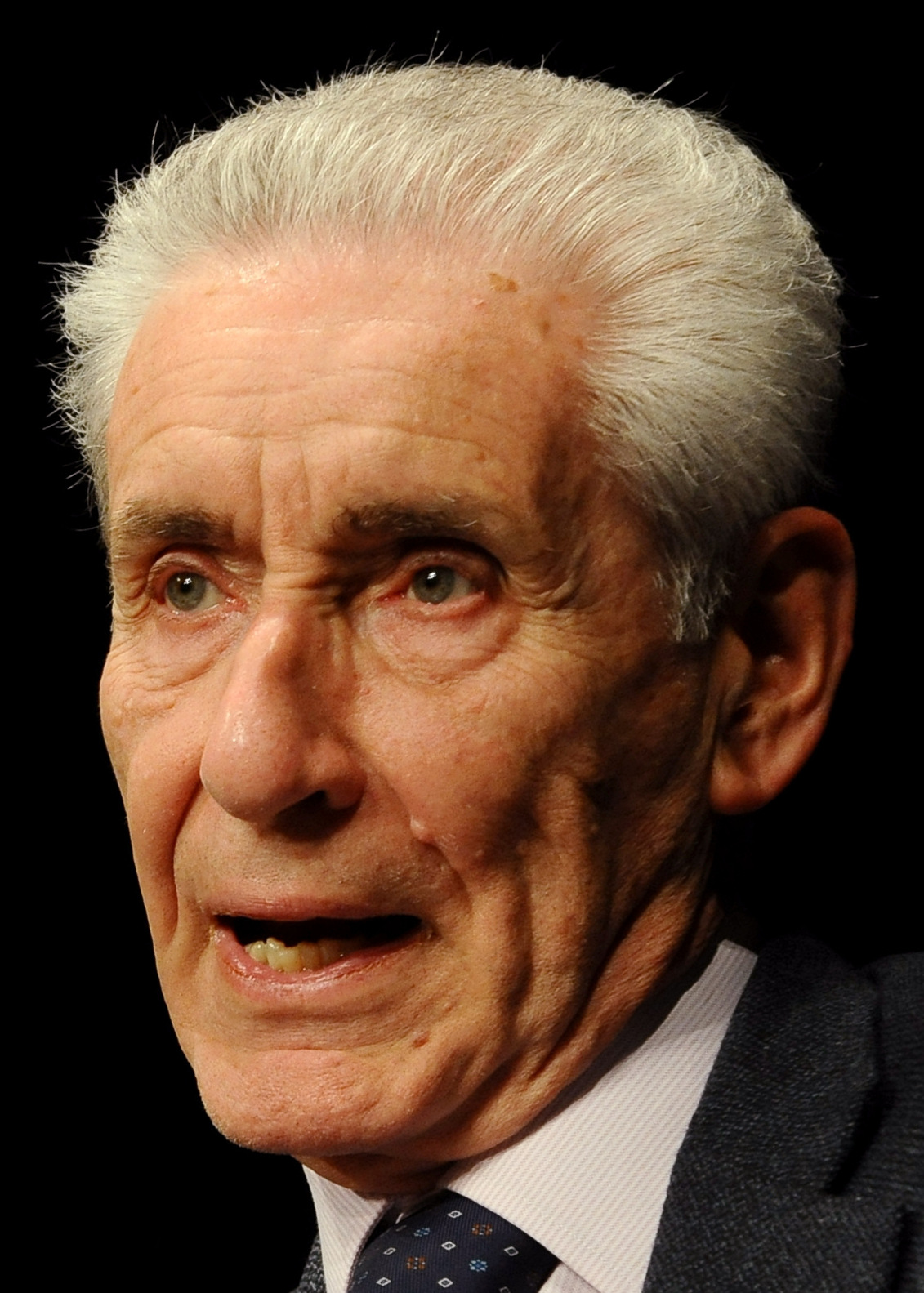
Стефано Родота

- Ван дер Линден, Тонни (84) — нидерландский футболист, нападающий сборной Нидерландов[86].
- Геворкянц, Рубен Степанович (71) — советский и армянский кинорежиссёр, народный артист Республики Армения[87].
- Милевски, Ежи (70) — бразильский скрипач польского происхождения[88].
- Прессман, Гейб (93) — американский журналист, лауреат премии Пибоди[89].
- Родота, Стефано (84) — итальянский юрист и политический деятель, вице-председатель Палаты депутатов Италии (1992)[90].
- Червяков, Владимир Иванович (94) — советский военный лётчик, участник Великой Отечественной войны, Герой Советского Союза (1944), полковник[91].

## 22 июня

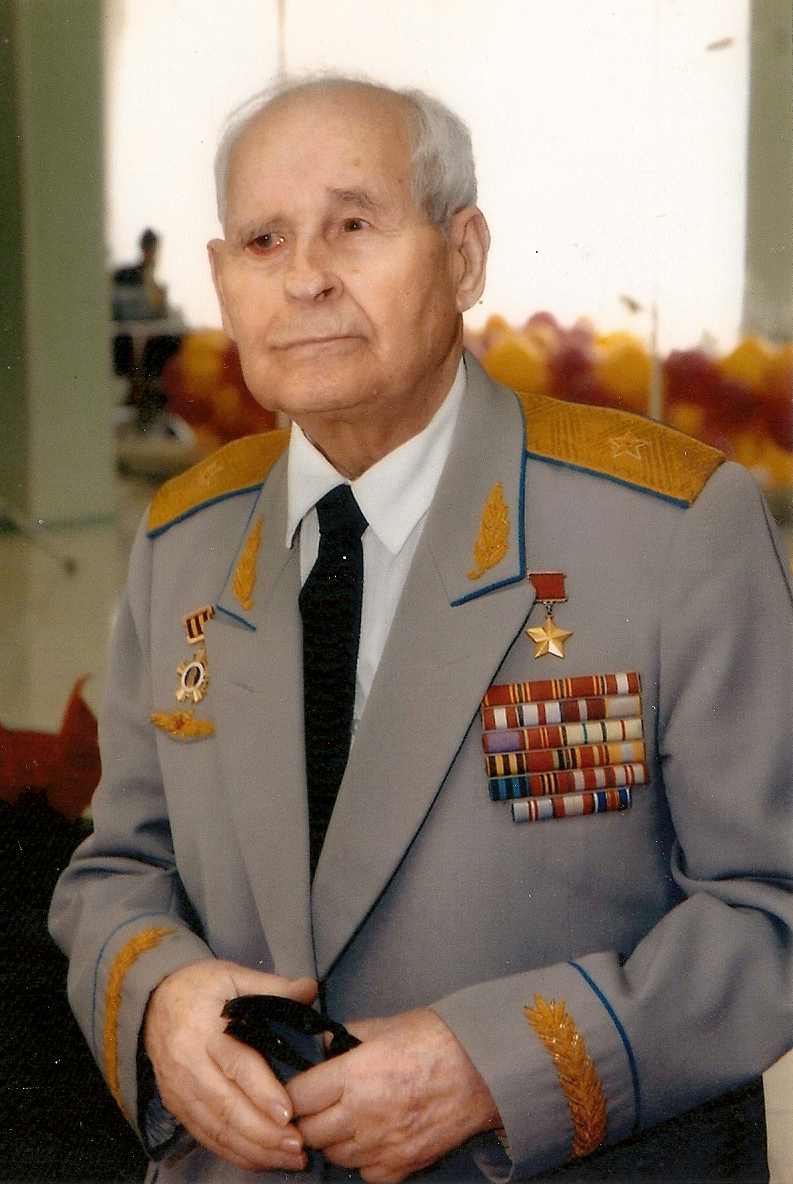
Николай Жуган

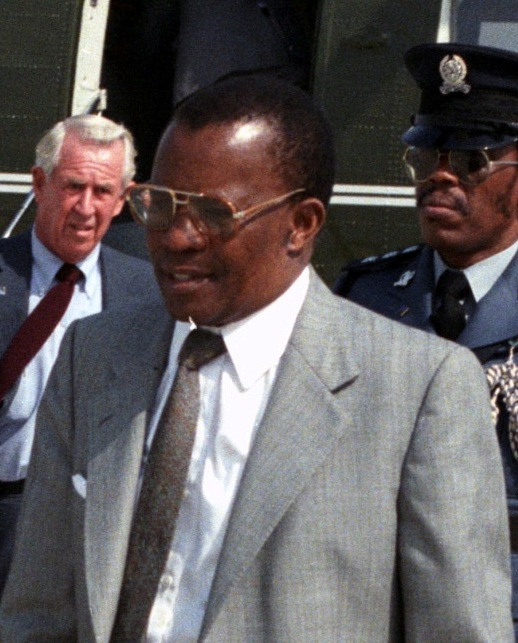
Кветт Кетумиле Масире

- Габриэль, Гунтер (75) — немецкий эстрадный певец, композитор и гитарист[92].
- Гайкевич, Леонид Иосифович (65) — советский и российский поэт[93].
- Далалоян, Павел Размикович (38) — российский футболист; ДТП[94].
- Деннис, Феликс (67) — английский издатель, основатель журнала Maxim[95]
- Жуган, Николай Павлович (100) — советский военный лётчик, генерал-майор авиации, Герой Советского Союза (1944)[96].
- Карадуман, Неджметтин (90) — турецкий государственный деятель, спикер Великого национального собрания Турции (1983—1987)[97].
- Клименко, Иван Павлович (93) — советский военный лётчик, генерал-майор авиации, участник Великой Отечественной войны, полный кавалер ордена Славы[98].
- Кобаяси, Мао (34) — японская актриса[99].
- Манохин, Василий Михайлович (93) — советский и российский юрист, профессор кафедры административного и муниципального права Саратовской государственной юридической академии, заслуженный деятель науки РСФСР[100].
- Масире, Кветт Кетумиле (91) — ботсванский государственный деятель, президент Ботсваны (1980—1998)[101].
- Митич, Боголюб (Джоша) (49) — сербский актёр[102].
- Сарно, Джон (93) — американский врач, впервые диагностировавший Tension myositis syndrome[103].

## 21 июня

Юрий Дроздов

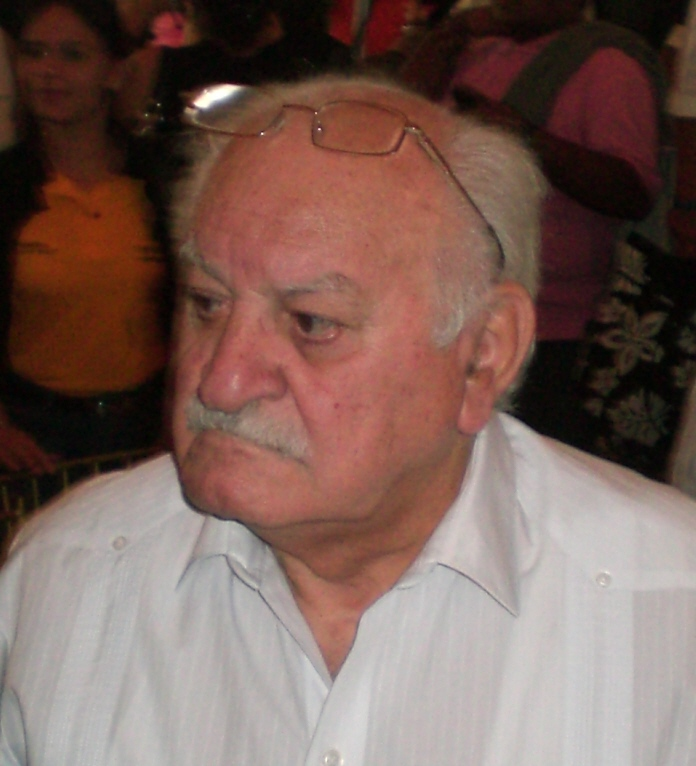
Помпейо Маркес

- Дроздов, Юрий Иванович (91) — советский разведчик, генерал-майор КГБ СССР в отставке[104].
- Кахане, Жан-Пьер (90) — французский математик, член Французской академии наук (1998)[105].
- Магомедов, Касум Магомедович (73) — советский и российский дагестанский композитор, заслуженный деятель искусств России[106].
- Малых, Геля Николаевна (78) — советский передовик производства, наладчица токарных автоматов и полуавтоматов механосборочного цеха производственного объединения «Ижмаш», Герой Социалистического Труда (1982)[107].
- Маркес, Помпейо (95) — венесуэльский левый политический деятель, один из основателей Движения к социализму[108].
- Мартин, Штеффи (54) — немецкая саночница, выступавшая за сборную ГДР, чемпионка зимних Олимпийских игр в Сараево (1984) и в Калгари (1988)[109].
- Петров, Александр Петрович (64) — лётчик-испытатель Липецкого авиацентра, полковник, Герой Российской Федерации (2008)[110].
- Реми, Людгер (68) — немецкий музыкант, дирижёр и музыковед[111].
- Синицын, Сергей Яковлевич (85) — советский и российский дипломат, Чрезвычайный и Полномочный Посол СССР и России в Республике Сан-Томе и Принсипи (1990—1992)[112].
- Сорокин, Александр Иванович (92) — советский и российский гидрограф, член-корреспондент РАН (1991; член-корреспондент АН СССР с 1979), контр-адмирал-инженер, заслуженный деятель науки и техники РСФСР[113].
- Сулайманкулов, Какин Сулайманкулович (84) — советский и киргизский химик, академик НАН Кыргызской Республики, заслуженный деятель науки Кыргызской Республики[114].

## 20 июня

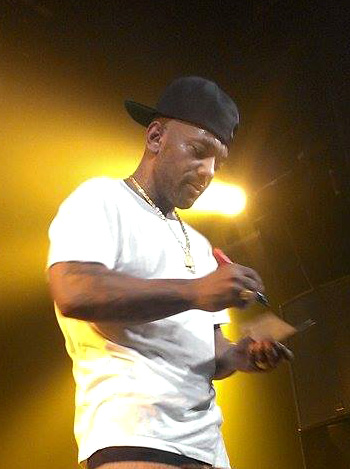
Альберт Джонсон

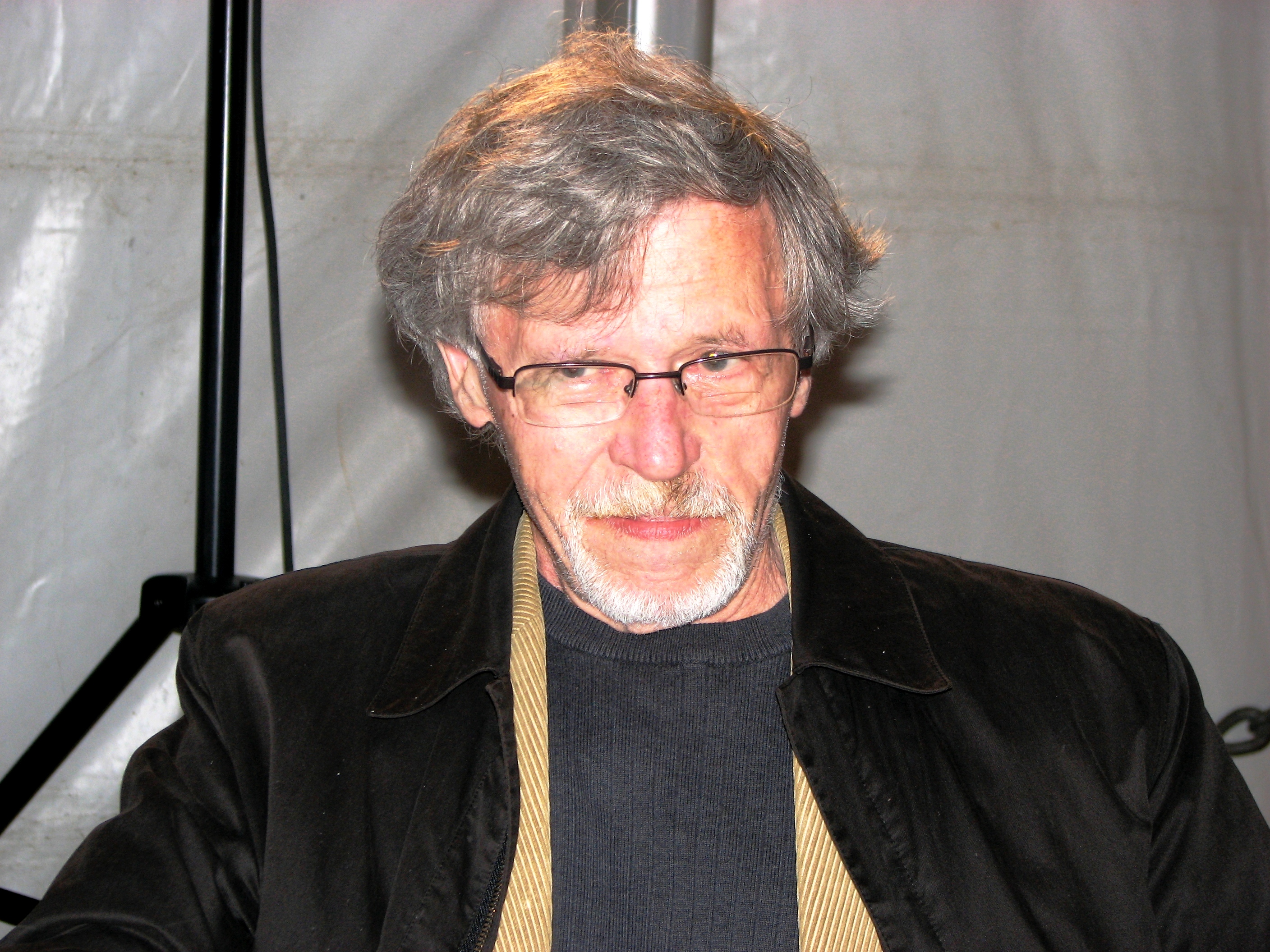
Фредрик Скаген

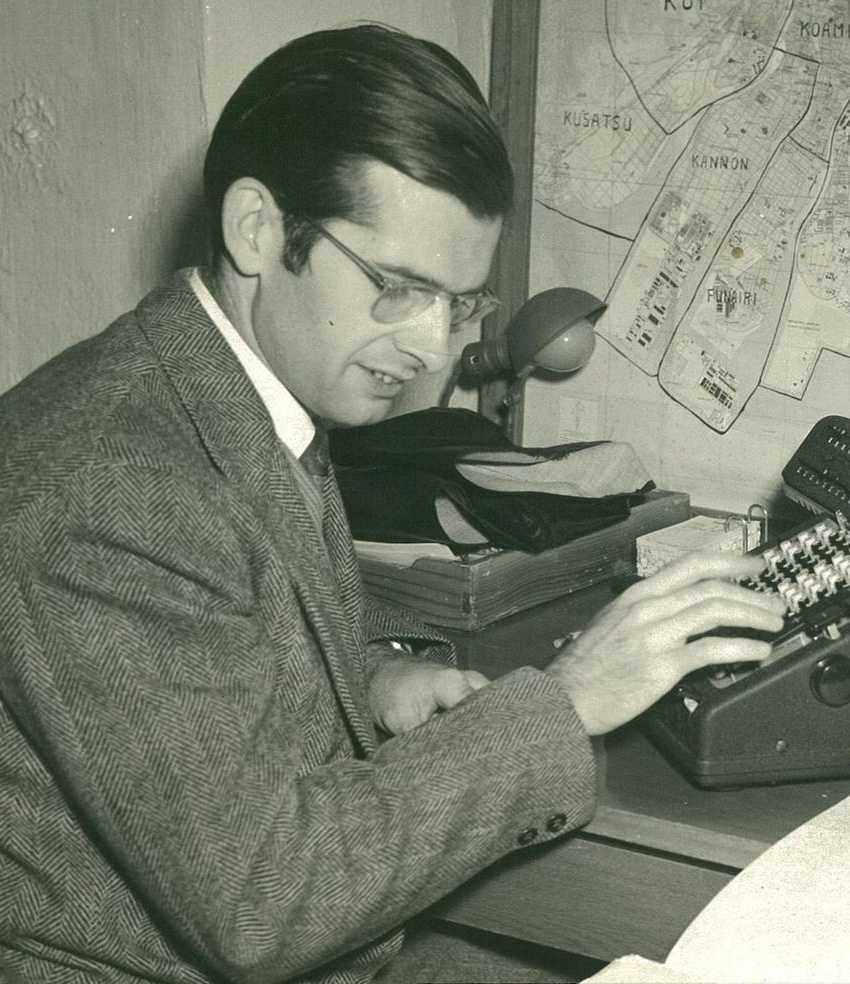
Уильям Шулл

- Боргардт, Александр Петрович (69) — российский скрипач, заслуженный артист России[115].
- Вардели, Константин (77) — советский и грузинский скрипач, музыкант Государственного струнного квартета Грузии имени Сулхана Цинцадзе, народный артист Грузии[116].
- Дёмин, Сергей Николаевич — советский и российский боксёр, чемпион СССР по боксу, мастер спорта международного класса[117].
- Джонсон, Альберт (Prodigy) (42) — американский рэпер, участник дуэта Mobb Deep[118].
- Зиганшин, Асхат Рахимзянович (78) — советский военнослужащий, участник дрейфа самоходной баржи Т-36 в 1960 году[119].
- Кроссман, Мервин (82) — австралийский хоккеист на траве, бронзовый призёр летних Олимпийских игр в Токио (1964)[120].
- Мыльников, Сергей Александрович (58) — советский и российский хоккеист, вратарь, чемпион зимних Олимпийских игр в Калгари (1988), заслуженный мастер спорта СССР (1986)[121].
- Парубок, Емельян Никонович (77) — советский новатор сельхозпроизводства, бригадир колхоза имени Суворова Жашковского района Черкасской области Украинской ССР, дважды Герой Социалистического Труда (1977, 1984)[122].
- Седляржова, Ярослава (86) — словацкая оперная певица (меццо-сопрано), солистка Словацкого национального театра оперы и балета[123].
- Скаген, Фредрик (80) — норвежский писатель[124].
- Сэйз, Саймон (?) — американский кинохудожник[125].
- Шулл, Уильям (95) — американский генетик[126].

## 19 июня

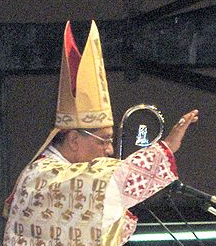
Иван Диас

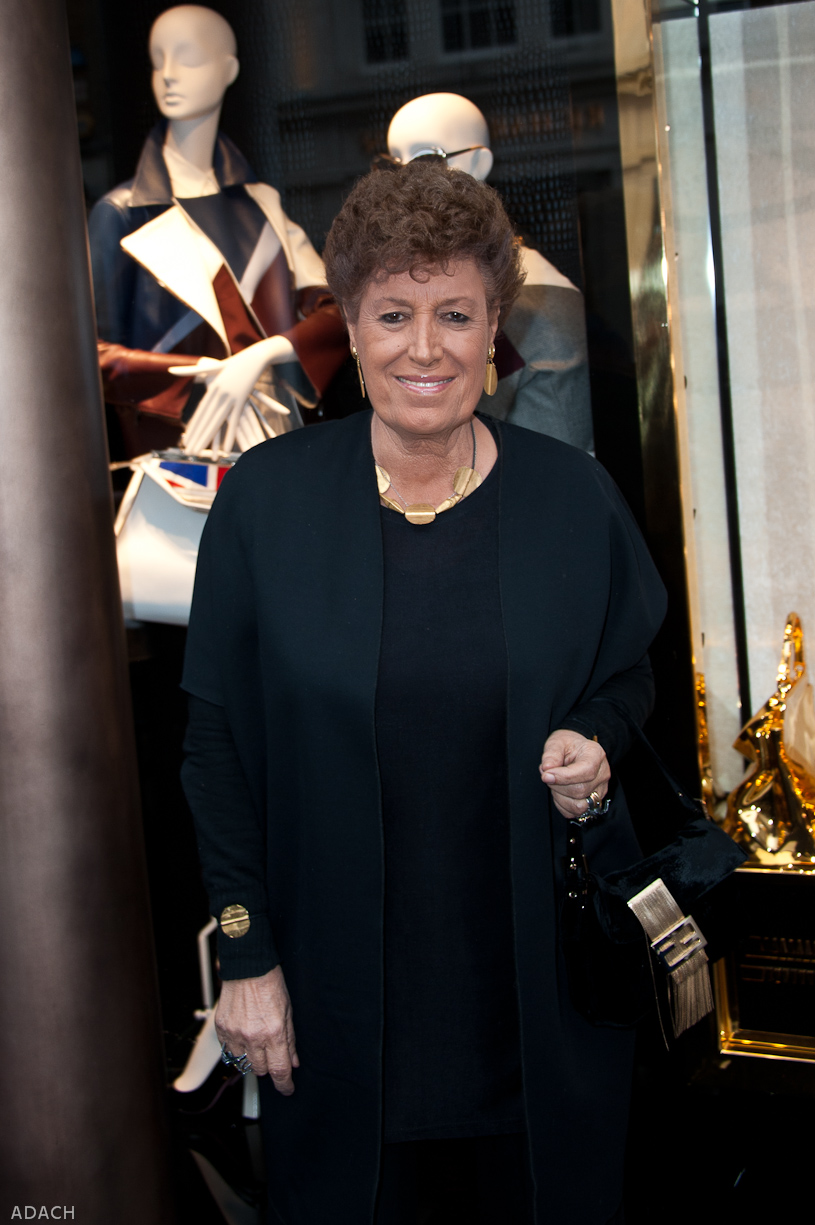
Карла Фенди

- Диас, Иван (81) — индийский куриальный кардинал и ватиканский дипломат, префект Конгрегации евангелизации народов (2006—2011)[127].
- Дисикко, Тони (68) — американский футболист и тренер, старший тренер женской сборной США по футболу (1994—1999), ставшей под его руководством чемпионом Олимпийских игр (1996) и чемпионом мира (1999)[128].
- Кэнт, Брайан (83) — британский актёр[129].
- Матею, Петр (66) — чешский социолог и педагог, основатель Чешского института социальных и экономических анализов[130].
- Надеждин, Ростислав Гаврилович (86) — советский и российский тренер по плаванию, заслуженный тренер РСФСР[131],
- Тихомиров, Владислав Николаевич (77) — советский партийный и российский государственный деятель, председатель Законодательного Собрания Ивановской области (1994—1996), глава администрации Ивановской области (1996—2000)[132].
- Туп, Ричард — австралийский музыковед британского происхождения, специалист по новейшим течениям в академической музыке.
- Тяхти, Анникки (87) — финская певица, исполнительница шлягеров[133].
- Уормбир, Отто (22) — американский студент, заключённый в Северной Корее[134].
- Фенди, Карла (80) — итальянский модельер[135].
- Шароши, Золтан (110) — канадский шахматист[136].
- Шелестов, Владимир Иванович (69) — советский и белорусский актёр, заслуженный артист Белорусской ССР (1988)[137].
- Шералиев, Жоро (100) — советский и киргизский хлопковод, Герой Социалистического Труда (1973)[138].

## 18 июня

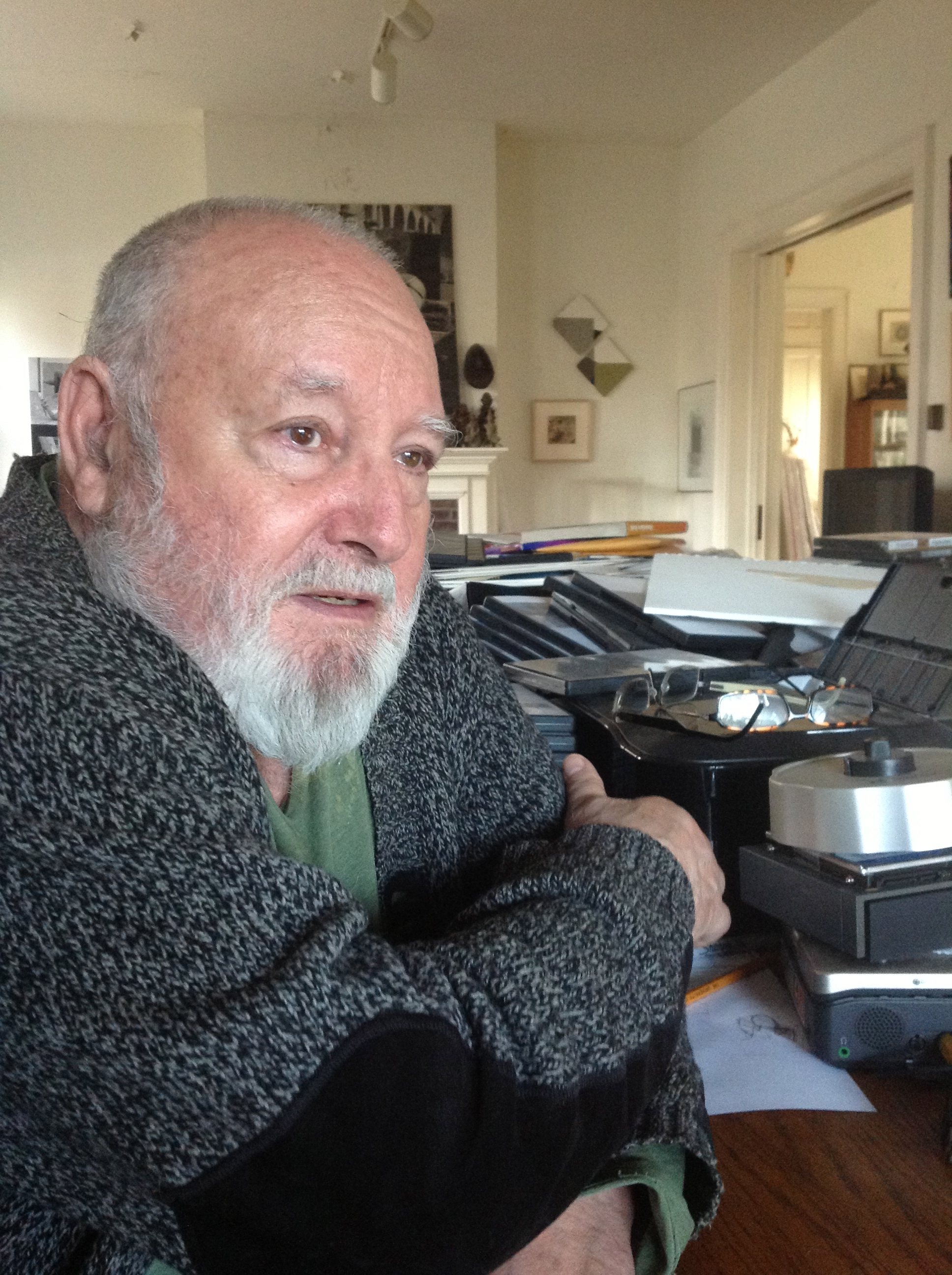
Ханс Бредер

- Атмастхананда (99) — индийский религиозный лидер, президент Общества Рамакришны (с 2007 года)[139].
- Бредер, Ханс (81) — американский художник[140].
- Керкховен, Роберт ван (92) — бельгийский футболист, участник чемпионата мира (1954)[141].
- Кикка, Пьерлуиджи (79) — итальянский фехтовальщик, серебряный призёр летних Олимпийских игр в Токио (1964), бронзовый призёр Игр в Риме (1960)[142].
- Медельин, Антонио (75) — мексиканский актёр[143].
- Собчик, Казимеж[пол.] (78) — польский прикладной математик и механик, действительный член Польской академии наук (2007)[144].
- Хейг, Тим (34) — канадский боец смешанного стиля[145].

## 17 июня

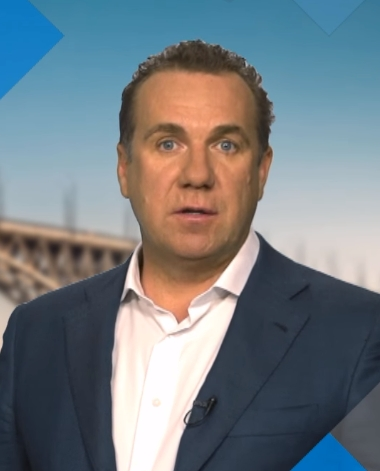
Олег Грищенко

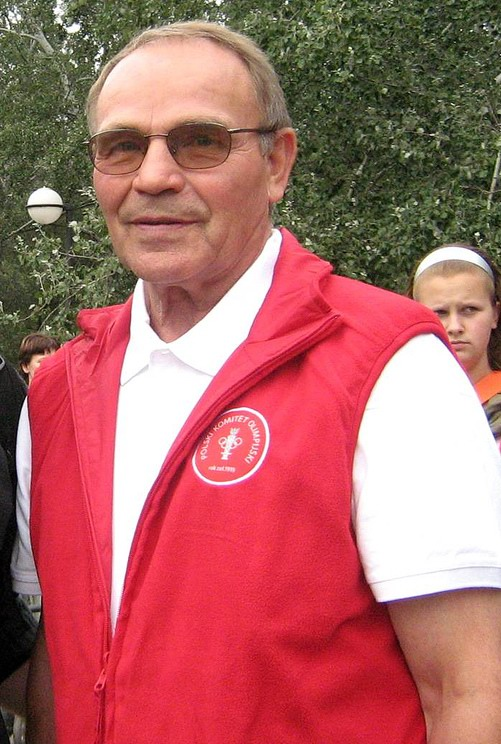
Юзеф Грудзень

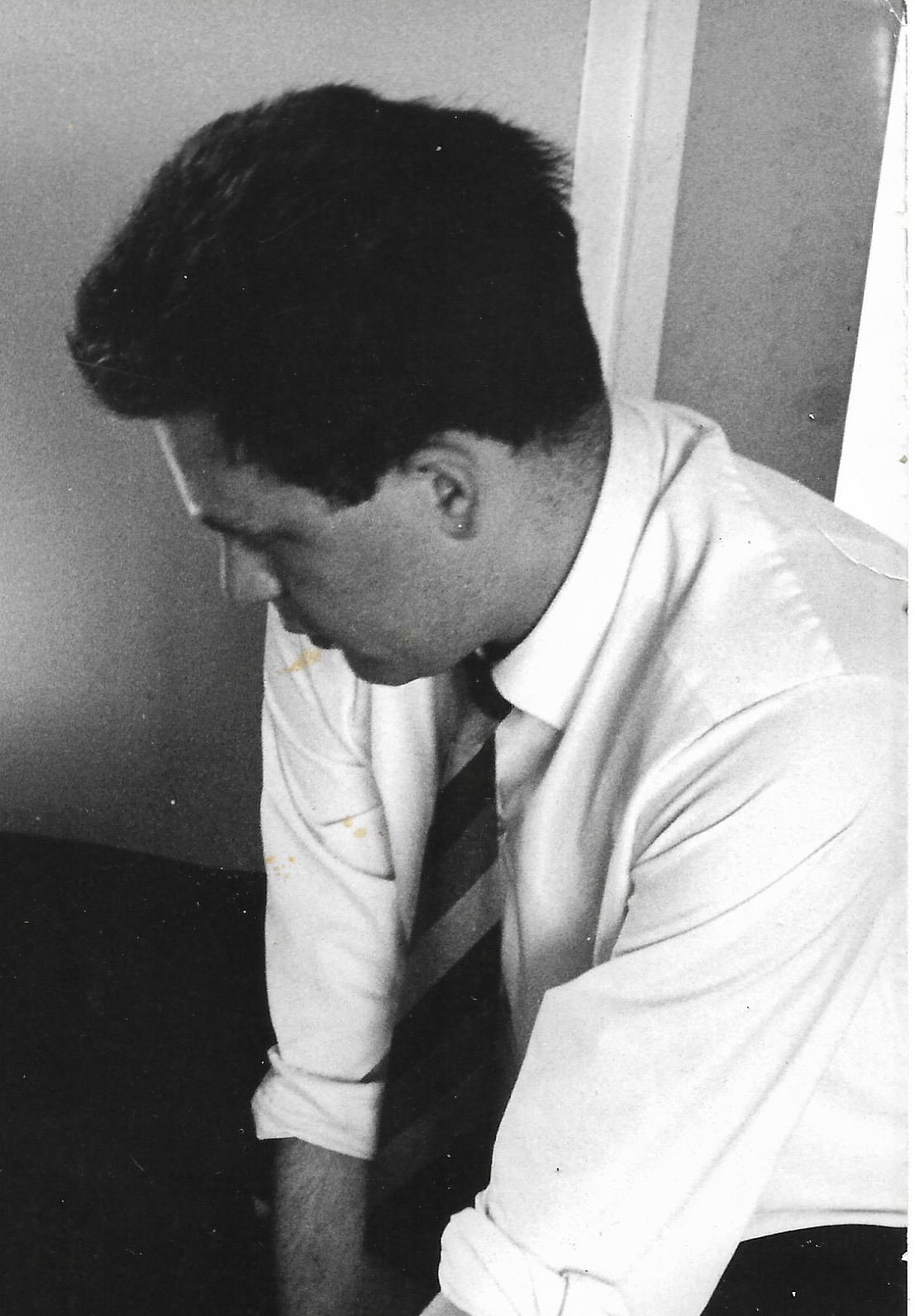
Матьё, Морис

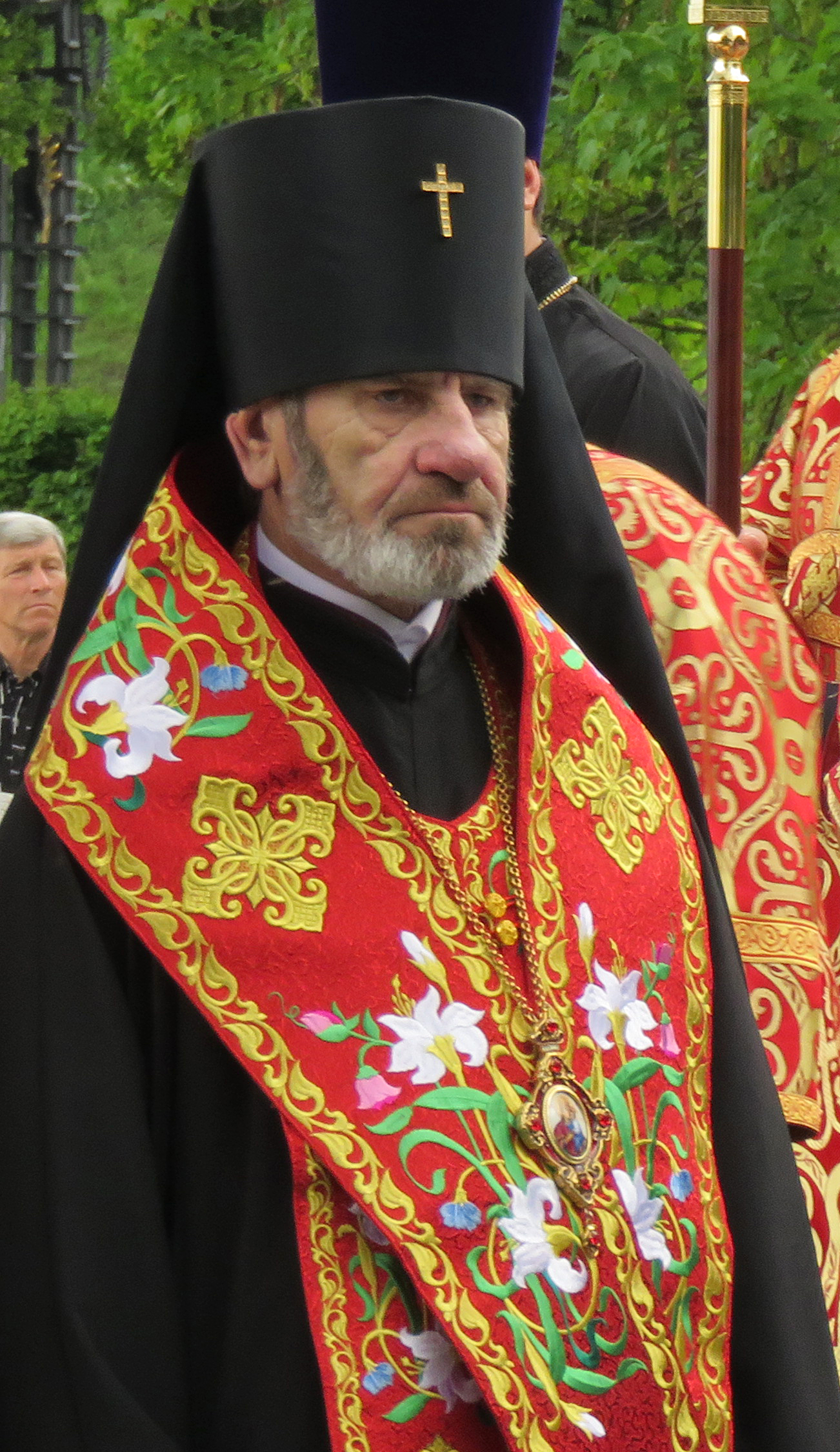
Николай (Грох)

- Войташек, Эмиль (89) — польский государственный деятель, министр иностранных дел ПНР (1976—1980)[146].
- Григорьев, Игорь Андреевич (73) — советский и российский режиссёр документального кино[147].
- Грищенко, Олег Васильевич (50) — российский государственный деятель, депутат Государственной думы Российской Федерации, депутат Саратовской областной думы (2004—2005), мэр Саратова (2005—2016)[148].
- Грудзень, Юзеф (78) — польский боксёр, чемпион летних Олимпийских игр в Токио (1964), серебряный призёр Игр в Мехико (1968), чемпион Европы (1965)[149].
- Имхасли, Пьер (78) — швейцарский писатель[150].
- Лонсдейл, Болдуин (67) — государственный деятель Вануату, президент Вануату (c 2014)[151].
- Лускиньос, Луис (65) — аргентинский государственный деятель, и. о. главы кабинета министров Аргентины (2001)[152].
- Маркос, Лелиу (61) — бразильский шашист, международный мастер[153].
- Матьё, Морис (83) — французский художник, автор некоторых книг и издатель книг художника[154].
- Монца, Омар (88) — аргентинский баскетболист, чемпион мирового первенства в Буэнос-Айресе (1950)[155].
- Николай (Грох) (62) — епископ Русской православной церкви, архиепископ Белогородский, викарий Киевской епархии (c 2007 года)[156].
- Симкович, Алексей Ефимович (86) — советский и российский актёр театра и кино, артист самарского драматического театра «СамАРТ», заслуженный артист РСФСР (1989)[157].
- Хорозов, Крум — болгарский политик и диссидент, депутат Великого народного собрания Болгарии[158].

## 16 июня

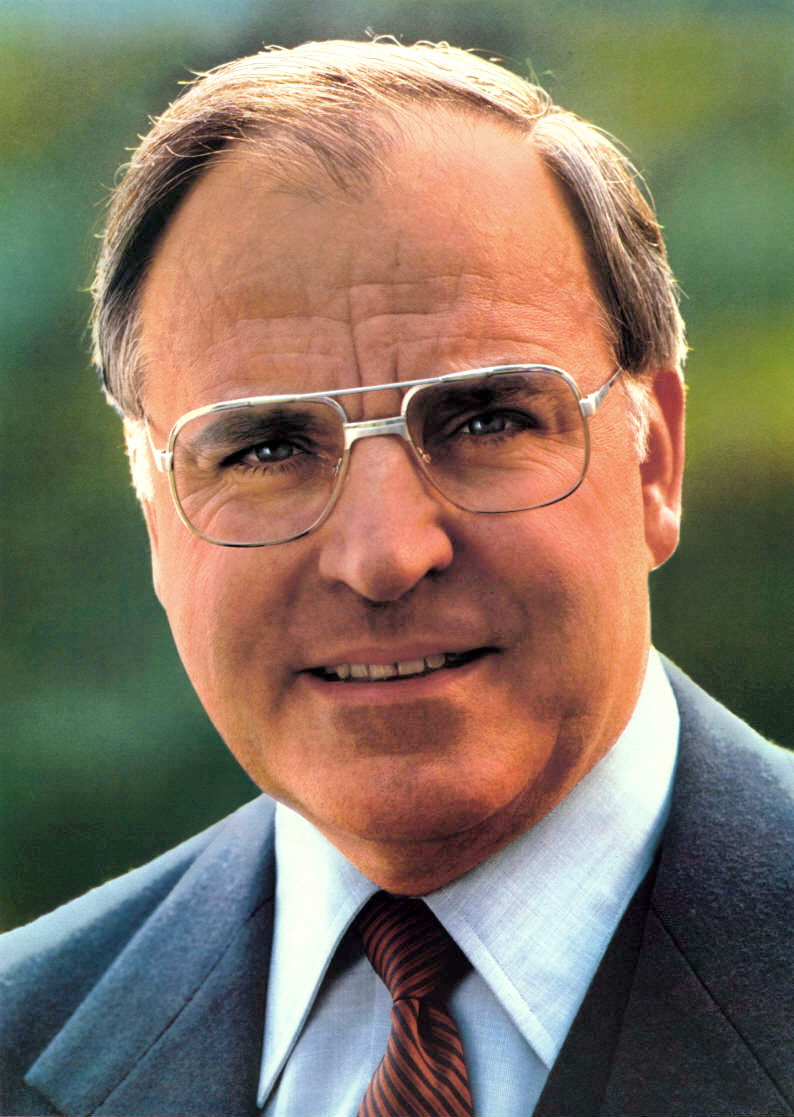
Гельмут Коль

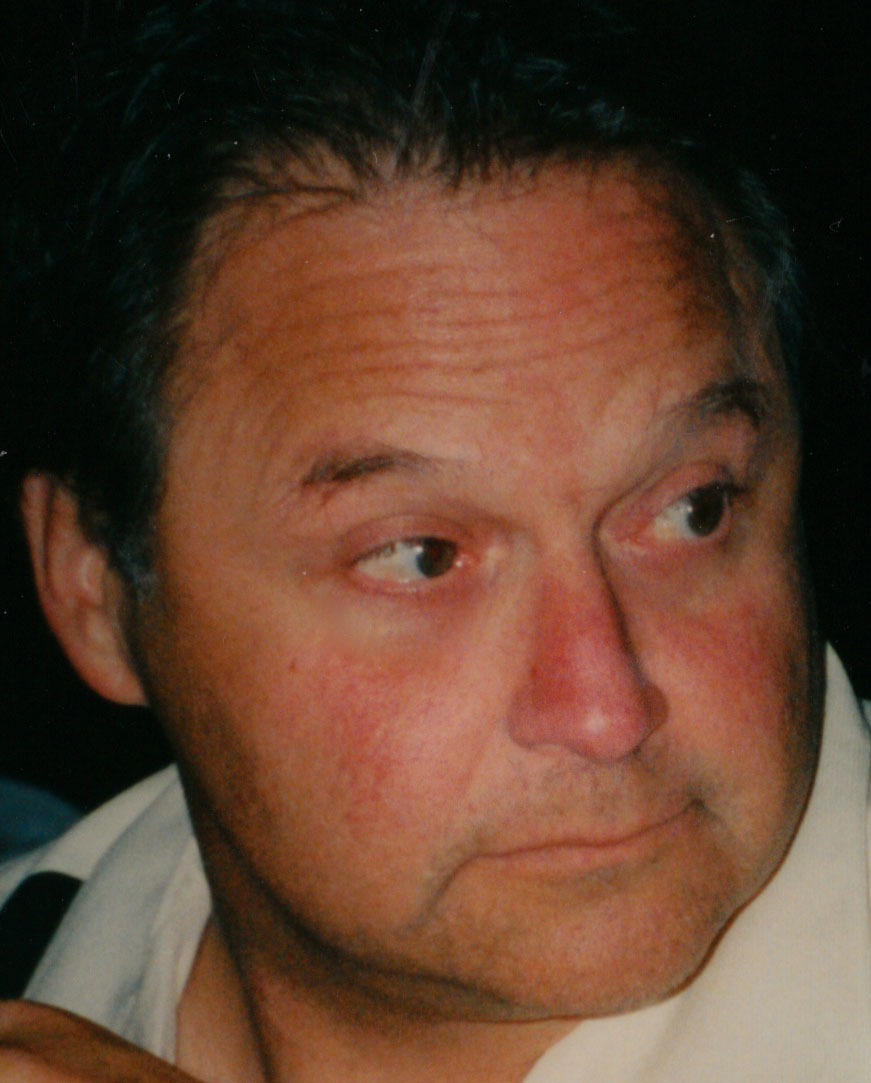
Стивен Фёрст

- Беладзе, Юрий Юханович (78) — советский и украинский тренер и судья международной категории по боксу, заслуженный тренер Украины, заслуженный работник физической культуры и спорта Украины[159].
- Галимберти, Джильберто (84) — итальянский актёр[160].
- Каброль, Кристиан (91) — французский кардиохирург, первым в Европе произведший операцию по пересадке сердца (1968)[161].
- Каленик, Мечислав (84) — польский актёр[162].
- Кесарева, Маргарита Александровна (81) — советский и российский композитор[163].
- Кливиа, Элиза (37) — бразильская эстрадная певица, солистка-вокалистка группы Cavaleiros do forro[164].
- Коль, Гельмут (87) — германский государственный деятель, премьер-министр земли Рейнланд-Пфальц (1969—1976), председатель ХДС (1973—1998), федеральный канцлер ФРГ (1982—1998)[165].
- Мусаев, Фуад (78) — советский и азербайджанский партийный, государственный и общественный деятель, первый секретарь Бакинского горкома КПСС (1983—1988), президент Футбольной федерации Азербайджана[166].
- Пашинян, Роза Амаяковна (93) — армянский советский общественно-политический деятель, второй секретарь ЦК ВЛКСМ Армении (1949—1952), депутат Верховного Совета Армянской ССР второго созыва (1947—1952) hy:Ռոզա Փաշինյան.
- Солдатов, Анатолий Александрович — советский и российский тренер по футболу, заслуженный тренер РСФСР[167].
- Фёрст, Стивен (62) — американский актёр и режиссёр[168].
- Чон Юн Со (74) — южнокорейская актриса[169].
- Эвилдсен, Джон (81) — американский кинорежиссёр, лауреат премии «Оскар»[170].

## 15 июня

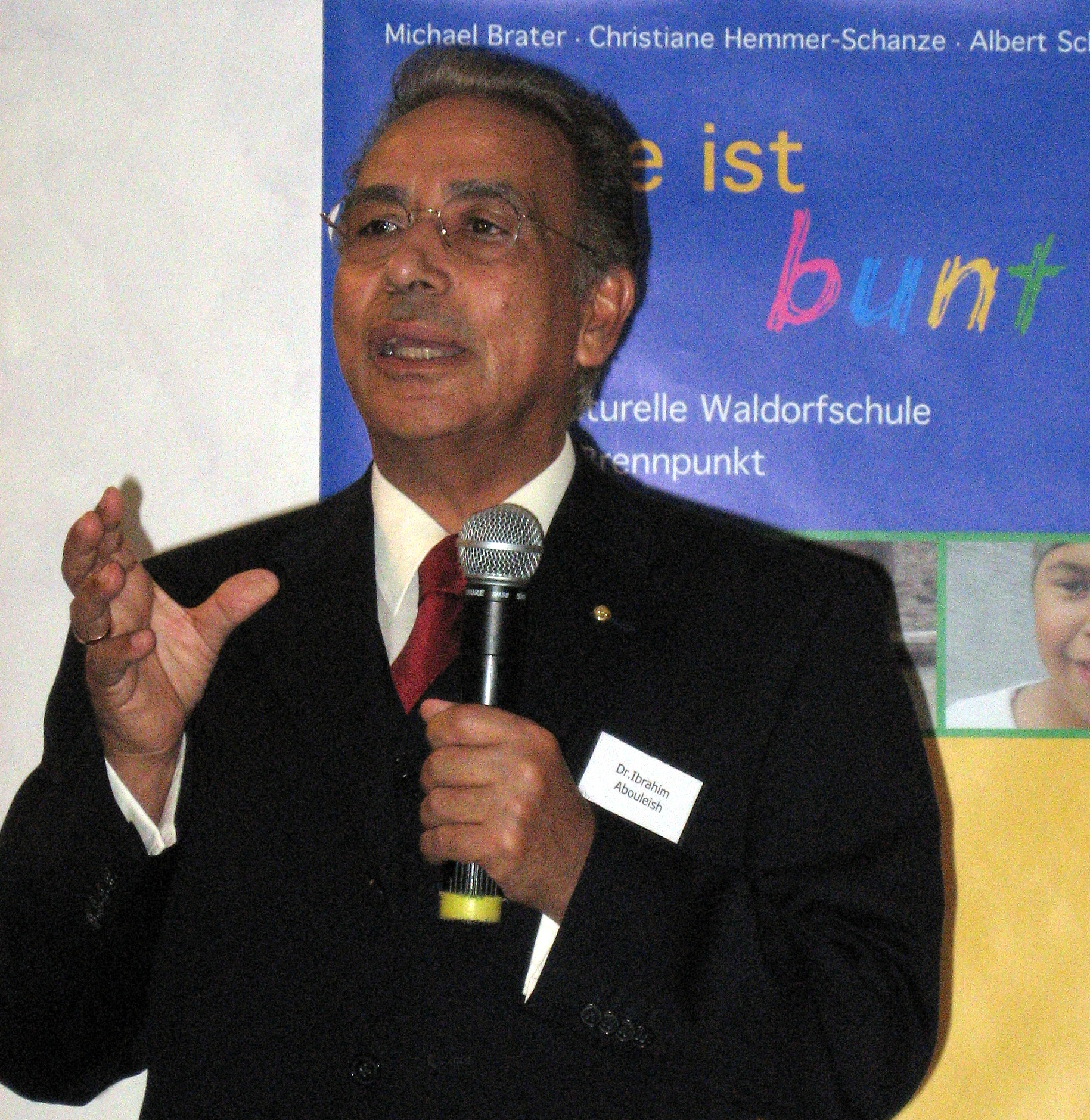
Ибрагим Абулиш

Алексей Баталов

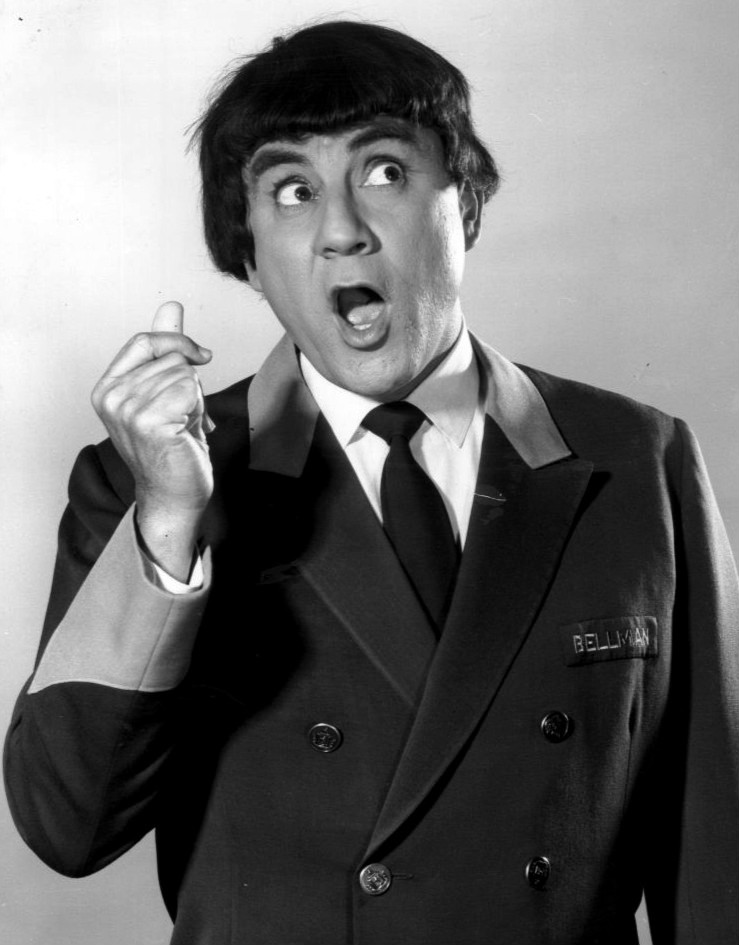
Билл Дэна

- Абулиш, Ибрагим (80) — египетский химик и предприниматель, создатель и руководитель компании «Секем»[171].
- Авзалова, Альфия Авзаловна (84) — советская и российская оперная певица, народная артистка Татарской АССР, заслуженный артист РСФСР (1983); инсульт[172].
- Баталов, Алексей Владимирович (88) — советский и российский актёр театра и кино, кинорежиссёр, сценарист, педагог, мастер художественного слова (чтец) и общественный деятель, народный артист СССР (1976), Герой Социалистического Труда (1989)[173].
- Винник, Анатолий Иванович (79) — советский и российский тренер по греко-римской борьбе, заслуженный тренер СССР, мастер спорта СССР[174].
- Воробьев, Кирилл Борисович (52) — российский писатель и журналист, более известный под псевдонимом «Баян Ширянов»[175].
- Воронцов, Анатолий Евгеньевич (83) — советский и российский общественный деятель, председатель Всероссийского совета колхозов, народный депутат СССР, депутат Государственной думы России первого созыва[176].
- Гринбаум, Кайла (95) — британская пианистка и композитор[177].
- Дэна, Билл (92) — американский комик, актёр и сценарист, участник Второй мировой войны[178].
- Зоубек, Олбрам (91) — чешский скульптор[179].
- Полтавский, Иван Иванович (88) — советский передовик производства, бригадир комплексного механизированного звена колхоза «Заря коммунизма» Красносулинского района Ростовской области, Герой Социалистического Труда (1973)[180].
- Стенинг, Волеслав Карлович (90) — советский художник-постановщик[181].
- де Фария, Глория (72) — бразильский государственный деятель, губернатор Риу-Гранди-ду-Норти (2003—2010)[182].
- Шарпантье, Жак (83) — французский композитор и органист[183].

## 14 июня
- Абанте Моралес, Луис (93) — перуанский певец и композитор[184] Архивная копия от 18 июня 2017 на Wayback Machine.
- Алиев, Рауф (70) — азербайджанский композитор, заслуженный деятель искусств Азербайджана, главный музыкальный редактор киностудии «Азербайджанфильм»[185].
- Брутенц, Карен Нерсесович (92) — советский партийный деятель, первый заместитель заведующего Международным отделом ЦК КПСС (1986—1991)[186].
- Вербрюгген, Хайн (75) — нидерландский спортивный деятель, президент Международного союза велосипедистов (1991—2005), почётный член Международного олимпийского комитета[187].
- Гонсалвес, Роб (57—58) — канадский художник, работавший в стиле магического реализма-сюрреализма[188].
- Джексон, Артур (92) — американский морской пехотинец, участник Второй мировой войны, награждённый медалью Почёта[189].
- Милиди, Леонид Семенович (64) — советский и российский гандболист и тренер по гандболу и пляжному гандболу, заслуженный тренер Российской Федерации[190].
- Мыслицки, Светлана — молдавский политический деятель, депутат парламента Республики Молдова первого созыва, председатель Союза украинцев Молдовы[191].
- Рассадин, Константин Фёдорович (69) — советский и российский писатель[192].
- Соснин, Иван Петрович (73) — советский и российский тренер и судья по мотокроссу, главный тренер сборной Российской Федерации, заслуженный тренер РСФСР, мастер спорта международного класса[193].
- Антоний Шедрауи (85) — епископ Антиохийской православной церкви, митрополит Мексиканский, Венесуэльский, Карибский и всей Центральной Америки (c 1996 года)[194].
- Эммануэлли, Дино (86) — итальянский актёр и сценарист кино и телевидения[195].

## 13 июня

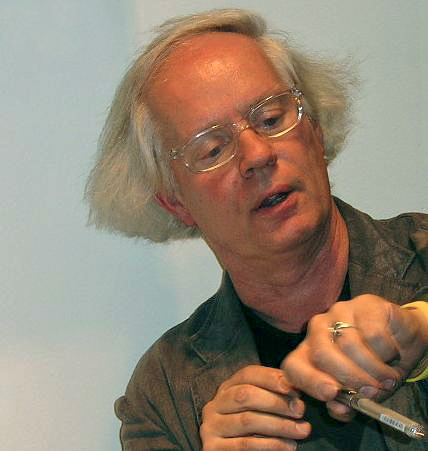
Ульф Старк

- Аполлонов, Александр Алексеевич (69) — советский и российский скульптор, заслуженный художник Российской Федерации, член-корреспондент Российской академии художеств; ДТП[196].
- Герни, Альберт (86) — американский писатель[197].
- Госсетт, Филип (75) — американский музыковед[198].
- Забавский, Николай Михайлович (63) — белорусский историк, доктор исторических наук (2000), профессор (2011)[199].
- Ногива, Ёко (81) — японская актриса[200].
- Орлов, Валентин Сергеевич (79) — советский и российский писатель и государственный деятель, генерал-майор КГБ[201].
- Палленберг, Анита (73) — итальянская модель, актриса и дизайнер, модельер[202].
- Старк, Ульф (72) — шведский писатель[203].

## 12 июня

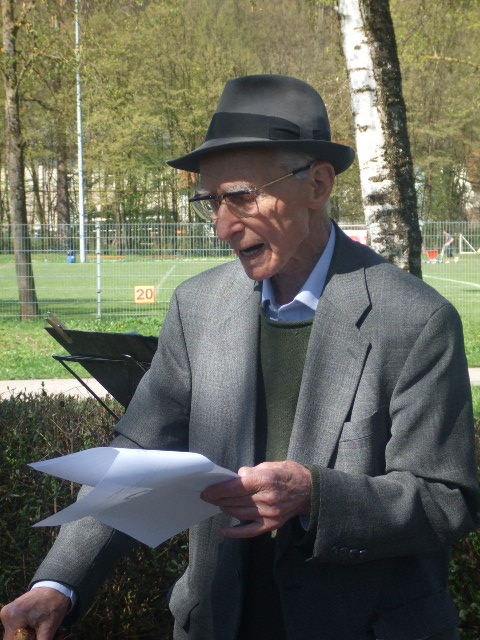
Теодор Бергман

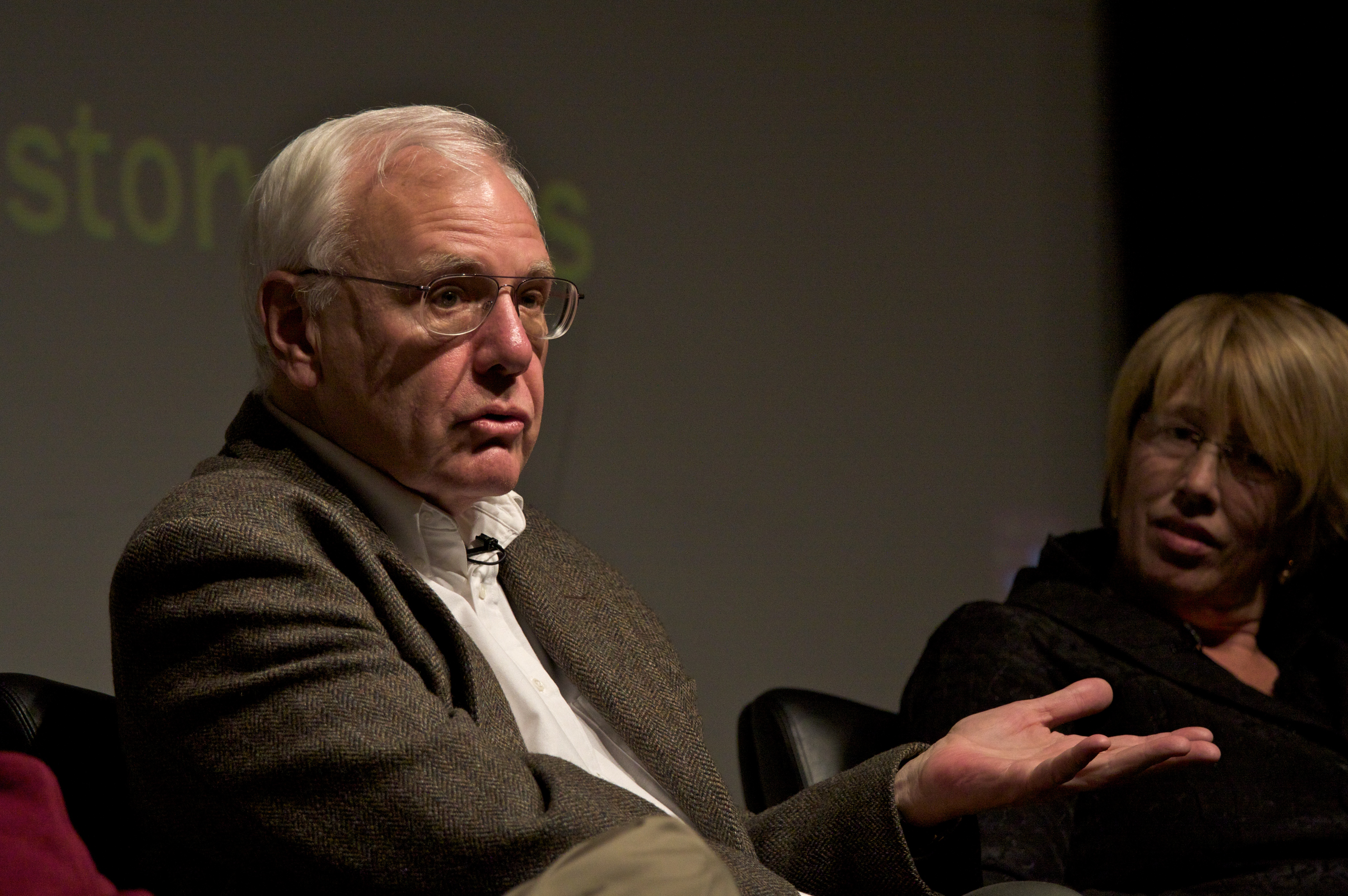
Чарльз Текер

- Андреев, Пётр (69) — польский режиссёр и сценарист русского происхождения[204].
- Бергман, Теодор (101) — немецкий агроном[205].
- Бизли, Сэм (101) — британский актёр[206].
- Глуховцев, Владимир Всеволодович (80) — советский и российский учёный в области селекции и растениеводства, академик РАН (2013; академик РАСХН с 2007), заслуженный агроном Российской Федерации (1998)[207].
- Косик, Владимир (92) — украинский историк, специалист по истории французско-украинских отношений, истории УНР и истории Украины периода Второй мировой войны[208].
- Мартинес Эредиа, Фернандо (78) — кубинский общественный и политический деятель, участник Движения 26 июля и член КПК с её основания[209].
- Ота, Масахиде (92) — японский историк и государственный деятель, губернатор префектуры Окинава (1990—1998)[210].
- Редди, Нараяна (85) — индийский поэт, лауреат премии «Джнянпитх» (1988)[211].
- Скиба, Иван Иванович (80) — советский и украинский партийный, государственный и политический деятель, первый секретарь Ивано-Франковского обкома КПСС (1978—1983), второй секретарь Закарпатского обкома КПСС (1972—1978), заведующий отделом сельского хозяйства и пищевой промышленности ЦК КПСС (1987—1988), заведующий Аграрным отделом ЦК КПСС (1988—1991), депутат Верховного Совета СССР 10-11 созывов (1979—1989), народный депутат СССР (1989—1991)[212].
- Текер, Чарльз (74) — американский учёный в области теории вычислительных систем, лауреат премии Тьюринга (2009)[213].
- Фридманн, Джон (91) — американский географ и урбанист австрийского происхождения[214].
- Чохан, Винод (68) — танзанийский инженер и физик, ведущий специалист ЦЕРНа[215] Архивная копия от 24 сентября 2020 на Wayback Machine.

## 11 июня
- Гаспарянц, Гарри Суренович (78) — советский государственный деятель, шахматист, шахматный арбитр[216].
- Кириллов, Валентин Фёдорович (79) — советский и латвийский шахматист, мастер спорта СССР (1966)[217].
- Кваснюк, Григорий Витальевич (68) — украинский журналист, ведущий программы «Правда» на одесском телеканале «АТВ»[218].
- Кристи, Эррол (53) — британский боксёр[219].
- Нимировский, Валерий Петрович (56) — российский военный, начальник Северо-Кавказского военного Краснознаменного института внутренних войск МВД России (2009—2012), начальник Санкт-Петербургского военного института войск национальной гвардии Российской Федерации (с 2016), генерал-майор[220] Архивная копия от 15 июня 2017 на Wayback Machine.
- Соррелс, Розали (83) — американский автор-исполнитель[221].
- Строе, Корнелиу (67) — румынский музыкант[222].
- Фридхофф, Хелен (77) — канадский физик[223] Архивная копия от 11 мая 2020 на Wayback Machine.
- Фромкин, Дэвид (84) — американский историк[224].
- Эндрю, Дорин (93) — британская актриса[225].

## 10 июня

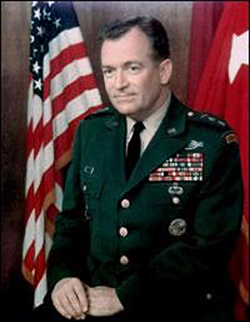
Сэмюэль В. Уилсон

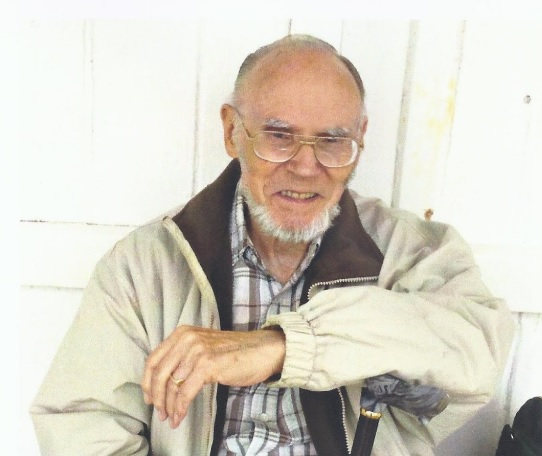
Раймонд Цереса

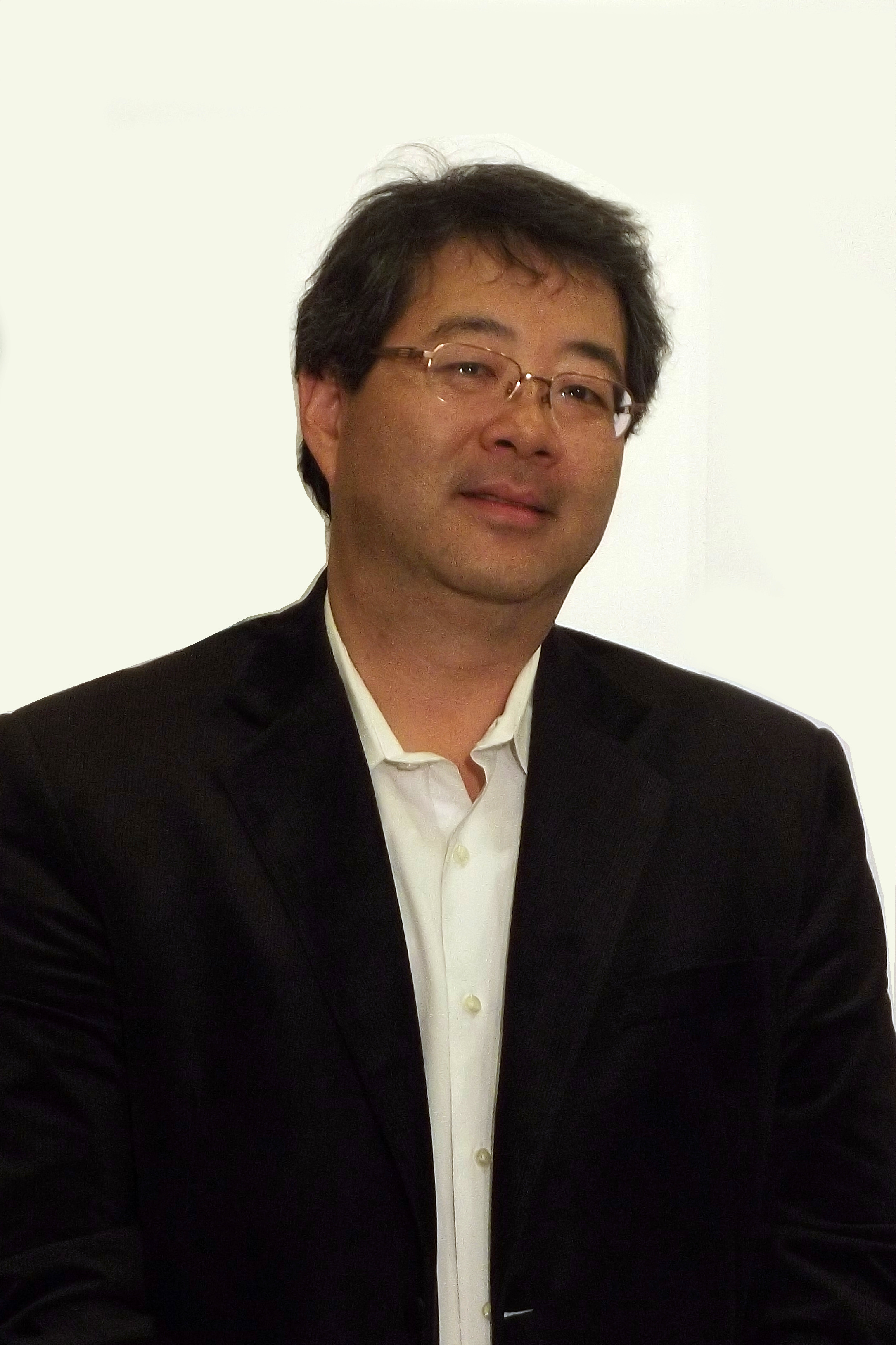
Цзи Болинь

- Абу Хаттаб ат-Туниси — амир Исламского государства, командовавший обороной Ракки от наступающих войск SDF; убит[226].
- Бурулов, Николай Яковлевич (85) — советский и российский калмыцкий писатель, журналист и литературный переводчик, народный писатель Республики Калмыкия, заслуженный работник культуры Российской Федерации[227].
- Волошина, Ада Петровна (75) — советская и украинская киноактриса[228].
- Гайтукаев, Лом-Али Ахмедиевич (59) — чеченский криминальный авторитет и бизнесмен, фигурант ряда громких уголовных дел, один из организаторов убийства Анны Политковской в 2006 году[229].
- Дизи, Остин (80) — ирландский государственный деятель, министр сельского хозяйства Ирландии (1982—1987) (о смерти объявлено в этот день)[230].
- Клюшин, Николай Николаевич (80) — советский и российский тренер по лыжным гонкам, главный тренер сборной команды СССР по лыжным гонкам в Коми АССР, заслуженный тренер РСФСР (1980)[231].
- Лившиц, Владимир Аронович (93) — советский и российский лингвист, специалист в области иранистики, переводчик с согдийского языка, член-корреспондент Британской АН, участник Великой Отечественной войны[232].
- Маланг (Мауро Маланг Сантос) (89) — филиппинский художник[233].
- Мамми, Оскар (90) — итальянский государственный деятель, министр почты и телекоммуникаций Италии (1987—1991)[234].
- Нельсон, Джерри (73) — американский астроном, лауреат премии Кавли (2010)[235].
- Перез, Джулия (36) — индонезийская актриса[236].
- Уилсон, Сэмюэль В. (93) — американский военный деятель, директор Разведывательного управления Министерства обороны США (1976—1977)[237].
- Хокен, Питер (84) — американский историк[238].
- Цереса, Раймонд (83) — британский химик и филателист, специалист по маркам России[239].
- Цзи Болинь (52) — тайваньский режиссёр, лауреат кинофестиваля «Золотая лошадь» (2013)[240]
- Шереметьева, Элеонора Михайловна (76) — российский общественный деятель, глава Угличского муниципального района (1994—2012), руководитель Ассоциации малых и средних городов России, президент Конгресса муниципальных образований России (2006—?), бывший представитель России в Конгрессе местных и региональных властей Европы[241].

## 9 июня

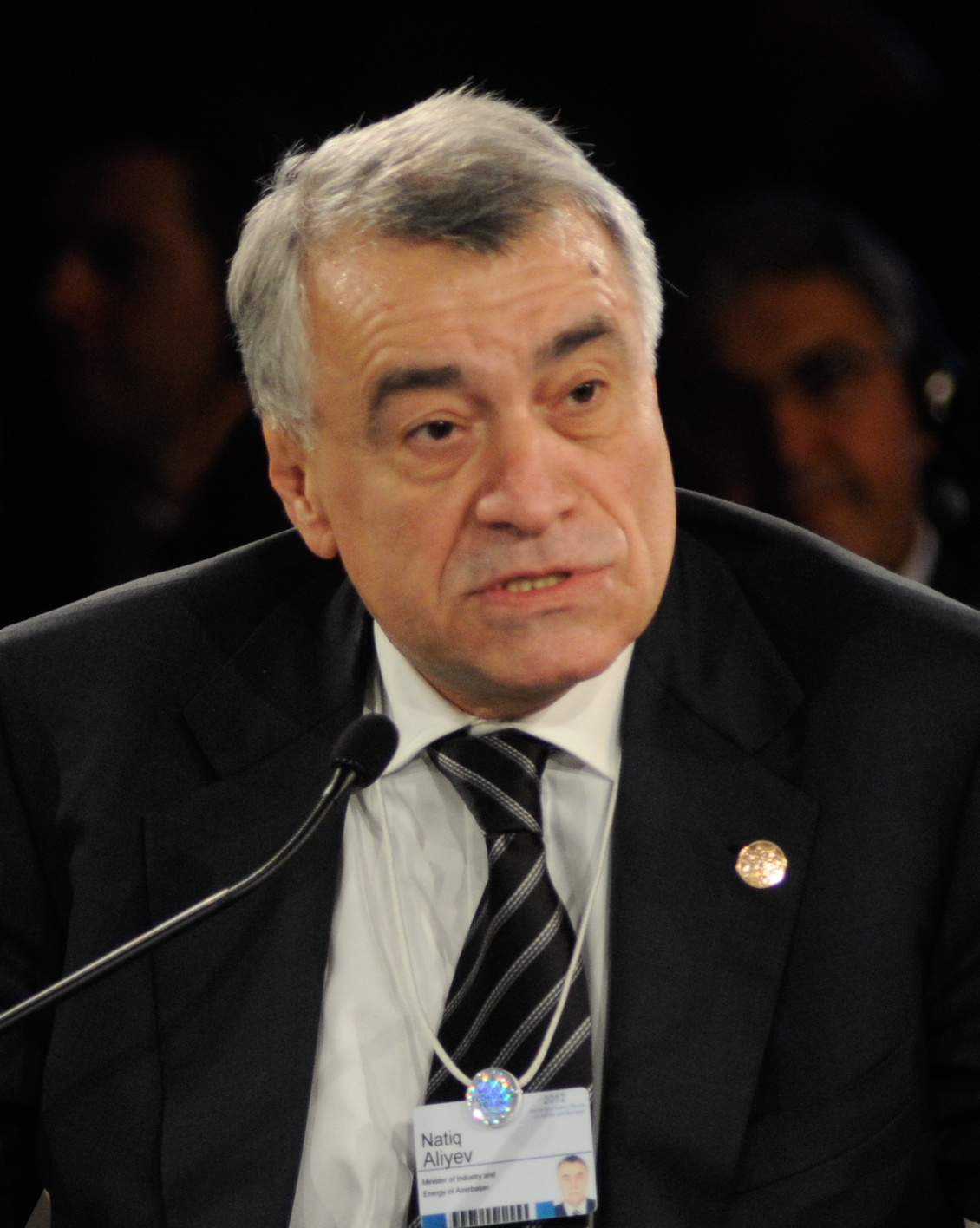
Натиг Агами оглы Алиев

Ростислав Демидов

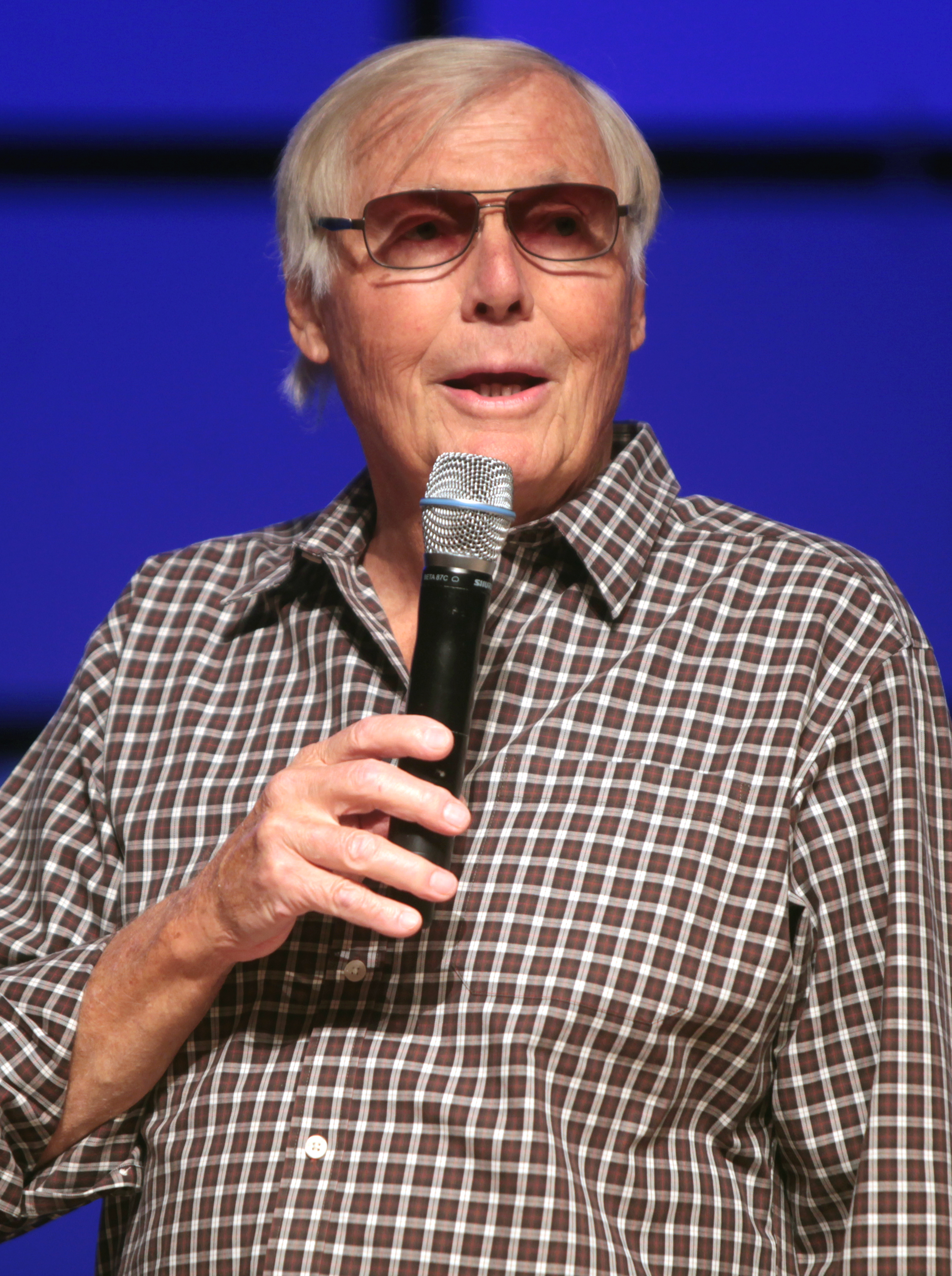
Адам Уэст

- Алиев, Натиг Агаами оглы (69) — азербайджанский государственный деятель, министр промышленности и энергетики Азербайджана (2005—2013), министр энергетики Азербайджана (с 2013 года)[242].
- Батуро, Анджей (77) — польский фотограф[243].
- Венков, Эмил (79) — словацкий художник болгарского происхождения[244].
- Демидов, Ростислав Сергеевич (94) — полковник Советской Армии, участник Великой Отечественной войны, доктор военно-морских наук, Герой Советского Союза (1945)[245].
- Дрягина, Ирина Викторовна (96) — участница Великой Отечественной войны, комиссар эскадрильи, летчик 46-го гвардейского ночного бомбардировочного авиационного полка 325-й ночной бомбардировочной авиационной дивизии 4-й воздушной армии 2-го Белорусского фронта[246].
- Кеворков, Вячеслав Ервандович (92) — советский деятель спецслужб, публицист, заместитель генерального директора ТАСС (1982—1991)[247].
- Киселёв, Анатолий Иванович (79) — директор Машиностроительного завода имени М. В. Хруничева (1975—2001), Герой Социалистического Труда (1990), лауреат Ленинской премии (1978)[248].
- Фридрих Август Ольденбургский (81) — немецкий аристократ, член Ольденбургского великогерцогского дома[249].
- Панопулос, Сэм (82) — канадский ресторатор, изобретатель гавайской пиццы[250].
- Саринян, Сергей Нерсесович (92) — советский армянский историк и литературовед, академик Национальной Академии Наук Республики Армения[251].
- Соломин, Валерий Викторович (78) — советский российский режиссёр документального кино, заслуженный деятель искусств Российской Федерации (1994)[252].
- Тойво я Тойво, Андимба (92) — намибийский деятель национально-освободительного движения и государственный деятель, генеральный секретарь СВАПО (1984—1991), министр шахт и энергии (1990—1999), труда (1999—2002), тюрем (2002—2006) Намибии[253].
- Уиллкокс, Шила (81) — британская участница соревнований по конному троеборью, двукратная чемпионка Европы (1957)[254].
- Уэст, Адам (88) — американский киноактёр[255].
- Хейман, Джон (84) — американский продюсер[256].
- Януш, Эвальд (76) — польский гребец, участник Олимпийских игр 1968 года в Мехико[257].

## 8 июня

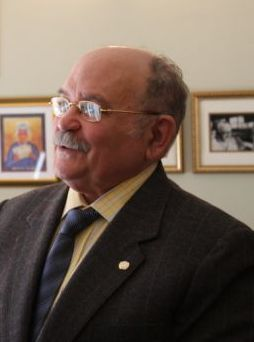
Мигель д’Эското Брокман

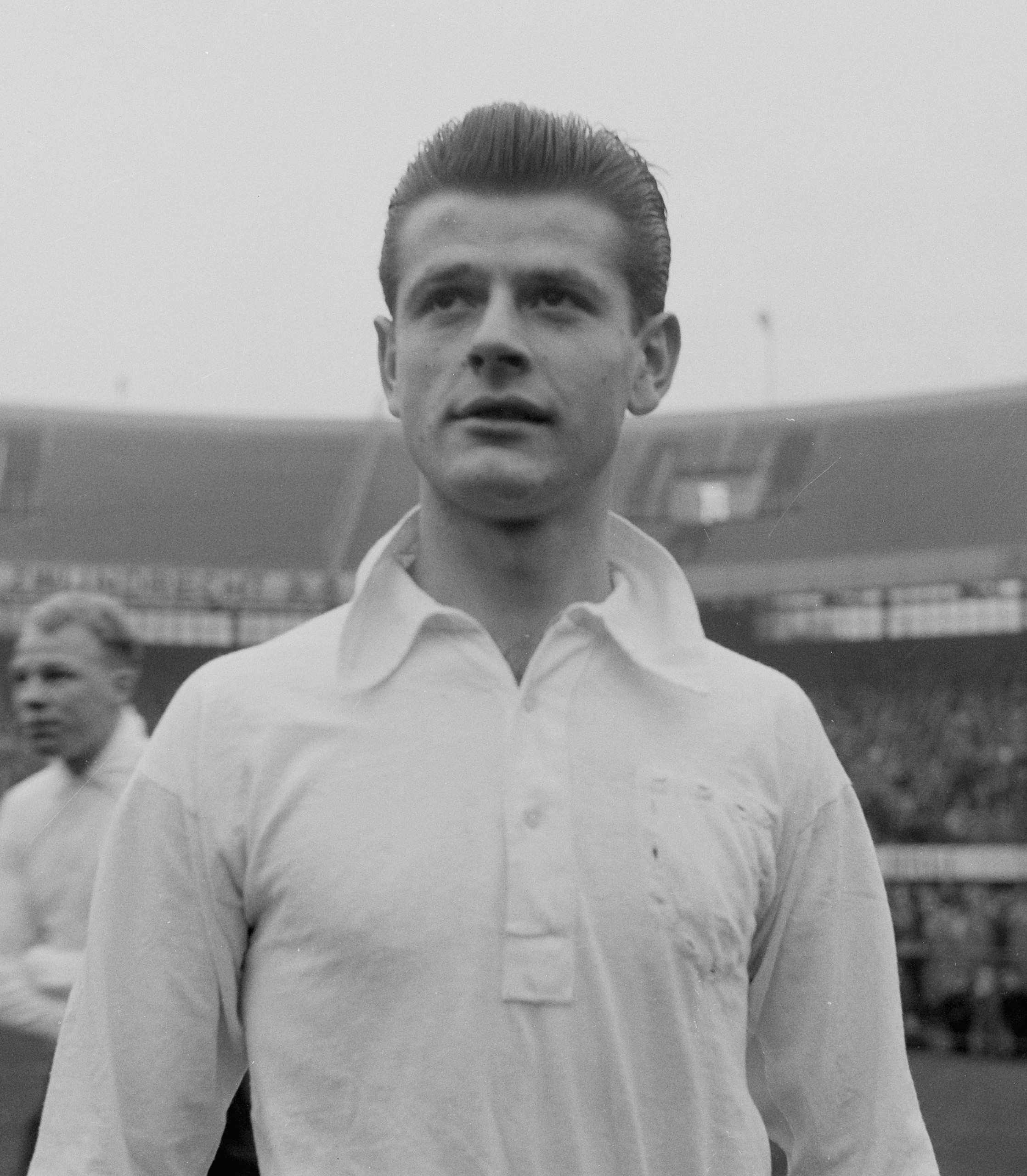
Ян Нотерманс

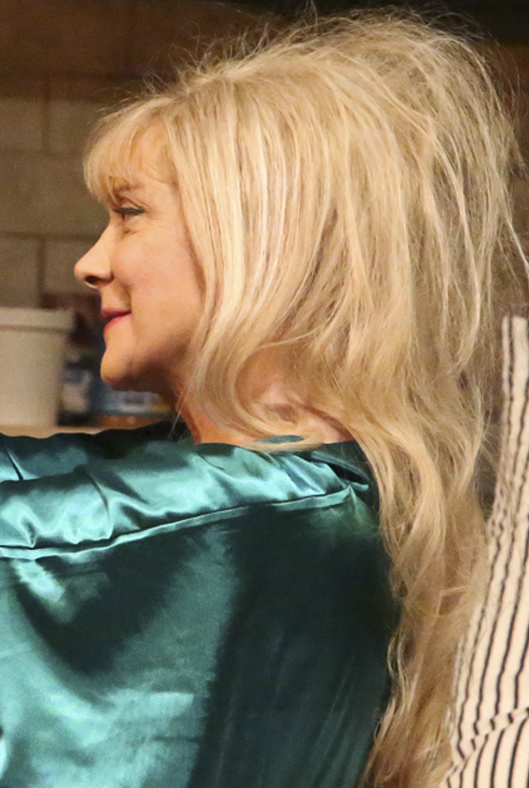
Гленн Хидли

- Виноградов, Пётр Алексеевич (75) — советский и российский учёный, педагог, заместитель председателя Государственного комитета РФ по физической культуре и туризму (1995—1999), заслуженный деятель науки Российской Федерации[258].
- Гринь, Владимир Михайлович (68) — советский и украинский журналист, главный редактор газеты «Вечерний Харьков»[259].
- д’Эското Брокман, Мигель (84) — никарагуанский государственный деятель, дипломат и католический священник, министр иностранных дел Никарагуа (1979—1990), председатель Генеральной Ассамблеи ООН (2008—2009), лауреат Международной Ленинской премии «За укрепление мира между народами» (1987)[260].
- Егоров, Борис Кузьмич (91) — советский и украинский художник, участник Великой Отечественной войны[261].
- Крылова, Зоя Петровна (73) — советская и российская журналистка и общественный деятель, главный редактор журнала «Работница» (1983—2008), народный депутат СССР, член Верховного Совета СССР (1989—1991), член ЦК КПСС (1990—1991)[262].
- Кутивадзе, Сергей Иванович (72) — советский и грузинский футболист и тренер[263].
- Ло, Ндари (56) — сенегальский скульптор[264].
- Монзе, Рене (48) — немецкий боксёр, бронзовый призёр чемпионата мира в Берлине (1995) и Европы в Вайле (1995)[265].
- Нотерманс, Ян (84) — нидерландский футболист и тренер[266].
- Сингер, Джилл (60) — австралийская журналистка, публицист и телеведущая[267].
- Татаринова, Людмила Евдокимовна (89) — советский и российский филолог, специалист по древнерусской литературе, кандидат филологических наук[268].
- Тутунджян, Армен (72) — советский и армянский джазовый музыкант, основатель и руководитель джаз-группы «Чико и друзья»; инфаркт[269].
- Уилсон, Норро (79) — американский автор-исполнитель, лауреат премии «Грэмми»[270].
- Хидли, Гленн (62) — американская актриса[271].
- Хорн, Иван (67) — датский рок-гитарист[272].
- Хрущёва, Юлия Леонидовна (77) — российский журналист, сотрудник агентства печати «Новости», внучка Н. С. Хрущёва; погибла под колёсами электропоезда[273].
- Фидлер, Фред (94) — американский психолог австрийского происхождения[274].
- Цкитишвили, Кока (56) — грузинский музыкант и композитор[275].
- Чиков, Валерий Павлович (66) — советский и российский актёр и кинорежиссёр[276].

## 7 июня

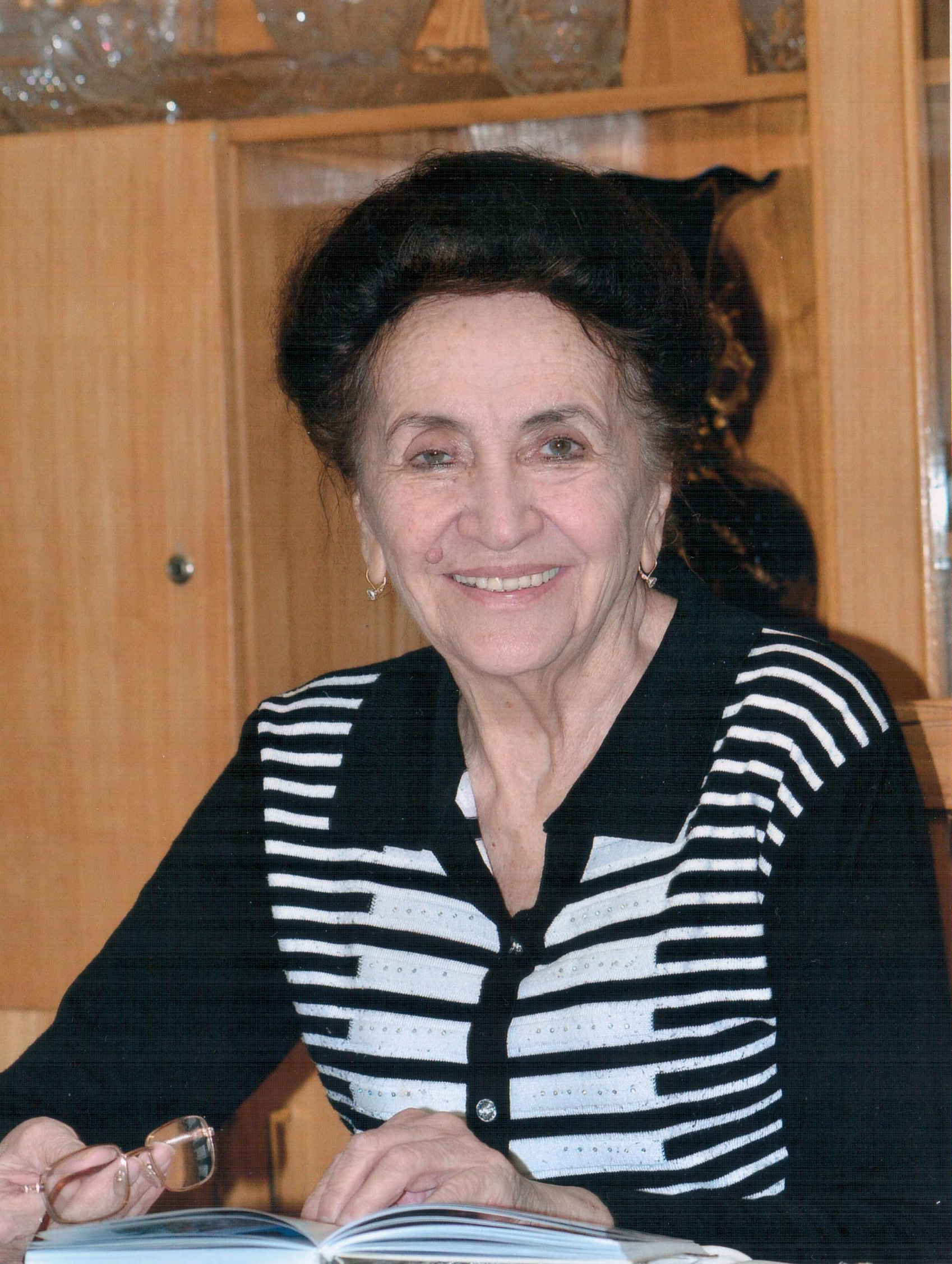
Наима Махмудова

- Бушуев, Владимир Васильевич (78) — советский и российский боксёр и тренер по боксу, мастер спорта СССР, судья международной категории[277].
- Гибсон, Михаэль (87) — французский писатель и искусствовед[278].
- Зено, Тьерри (67) — бельгийский режиссёр и сценарист[279].
- Казакбаев, Мухаметьян (94) — советский и российский башкирский певец и сказитель, участник Великой Отечественной войны[280].
- Лейкен, Роберт (78) — американский политолог и историк[281].
- Лонгаретти, Тренто (100) — итальянский художник[282].
- Майяр, Франсуаза (87) — французская фехтовальщица-рапиристка, многократный призёр чемпионатов мира[283] Архивная копия от 23 сентября 2017 на Wayback Machine.
- Махмудова, Наима Махмудовна (88) — советский узбекский врач, государственный и общественный деятель, председатель Узбекского Совета Профсоюзов (1977—1986)[284].
- Роде, Франц (82) — словенский инженер, изобретатель первого инженерного калькулятора[285].
- Самсонян, Виктор Михайлович (72) — советский и российский педагог, директор Ивановского общеобразовательного лицея № 22, народный учитель Российской Федерации[286].
- Сафронов, Анатолий Иванович (94) — советский и российский деятель газовой промышленности, директор «Мострансгаза» (1973—1985), Герой Социалистического Труда (1982), участник Великой Отечественной войны[287].
- Старостин, Владимир Андреевич (71) — советский и российский актёр театра и кино, заслуженный артист России (1997)[288].
- Шаршекеев, Озоргуз (81) — киргизский учёный и педагог, народный учитель Кыргызской Республики (2010), член-корреспондент Национальной академии наук[289].
- Эддс, Эрни (91) — британский футболист, нападающий[290].

## 6 июня

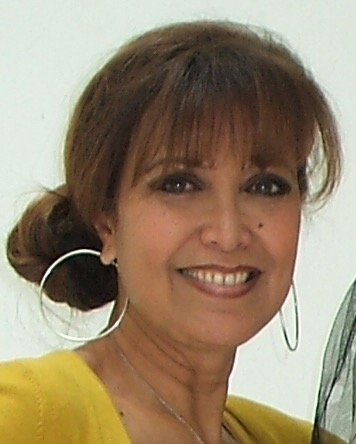
Сандра Ремер

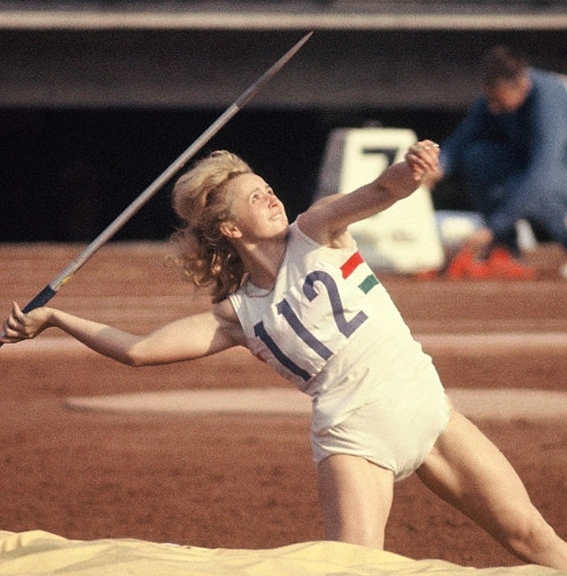
Марта Рудаш

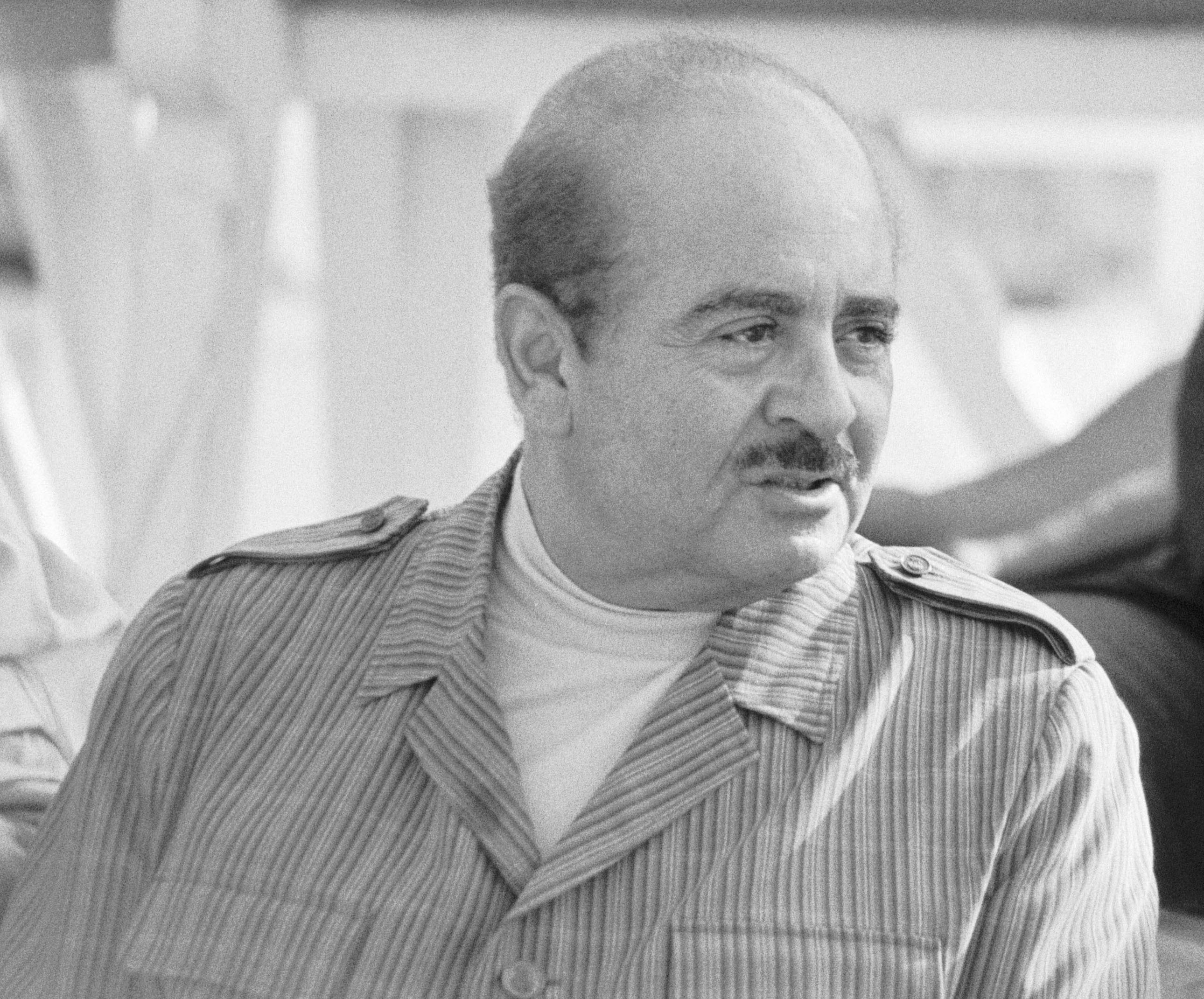
Аднан Хашогги

- Гарбутт, Вин (69) — британский певец и автор песен[291].
- Гутенев, Дмитрий Сергеевич (70) — советский и российский журналист и писатель[292].
- Жилинскас, Рокас (44) — литовский политический деятель, депутат Сейма Литвы, воспаление лёгких[293].
- Золотаревский, Леонид Абрамович (87) — советский и российский тележурналист[294].
- Зукофски, Пол (73) — американский скрипач и дирижёр[295].
- Кару, Маргус (32) — эстонский писатель[296].
- Колычев, Николай Владимирович (57) — советский и российский поэт, прозаик и переводчик; инсульт[297].
- Ламберт, Дэйви (48) — британский мотогонщик; последствия аварии[298].
- Лахман, Иосиф Львович (96) — советский и американский экономист, публицист и общественный деятель, доктор экономических наук[299].
- Нолл, Уолтер (92) — американский математик[300].
- Рахман, Латифур (81) — государственный деятель Бангладеш, премьер-министр (2001); последствия инсульта[301].
- Ремер, Сандра (66) — нидерландская певица[302].
- Рудаш, Марта (80) — венгерская легкоатлетка, серебряный призёр летних Олимпийских играх в Токио (1964)[303].
- Уломов, Валентин Иванович (84) — советский и российский сейсмолог, член-корреспондент Академии наук Узбекистана[304].
- Устинов, Семён Климович (83) — советский и российский писатель и эколог, заслуженный эколог Российской Федерации (1998)[305].
- Фрэнсис, Эндрю (70) — католический прелат, ординарий епархии Мултана (1999—2014)[306].
- Хашогги, Аднан (81) — саудовский бизнесмен[307].
- Янкович, Йозеф (79) — словацкий художник и педагог[308].

## 5 июня

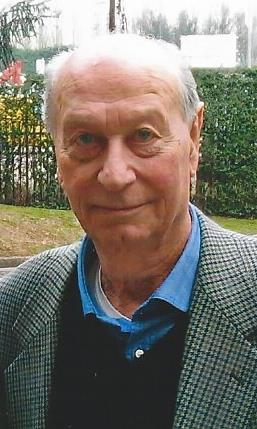
Джулиано Сарти

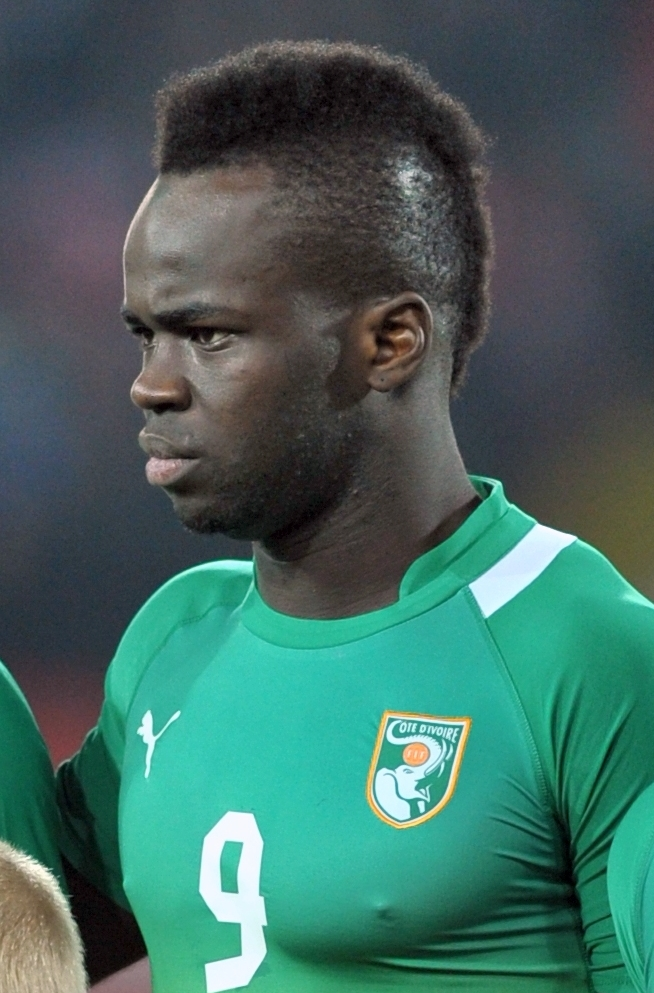
Шейк Тьоте

- Абусуев, Сагадулла Абдуллатипович (77) — советский, российский, дагестанский ученый и врач-эндокринолог. Доктор медицинских наук, профессор (1992). Директор НИИ экологической медицины ДГМУ (с 2011 года)[309] Архивная копия от 14 августа 2017 на Wayback Machine.
- Байер, Кэтрин (72) — американская поэтесса[310].
- Видобора, Владимир Деонисович (76) — украинский аграрий, Герой Украины (2004)[311].
- Данмор, Хелен (64) — британская писательница[312].
- Да Эстрада, Зе (88) — бразильский эстрадный певец[313].
- Йокаи, Анна (84) — венгерская писательница[314].
- Каннингэм, Энди (67) — британский актёр[315][316].
- Коль, Маркос (81) — колумбийский футболист, участник чемпионата мира по футболу (1962)[317].
- Куппер, Йозеф (85) — швейцарский шахматист, международный мастер (1955) и шахматный композитор[318].
- Мичалович, Драган (?) — сербский театральный актёр, отец актрис Слободы и Драганы Мичалович[319].
- Риггз, Рита (86) — американский художник по костюмам, лауреат премии Гильдии художников по костюмам (2003)[320].
- Сарти, Джулиано (83) — итальянский футболист, голкипер, трёхкратный чемпион Италии, двукратный обладатель Кубка европейских чемпионов[321]
- Траут, Джек (82) — американский маркетолог, один из авторов маркетинговых концепций «позиционирования» и маркетинговой войны[322].
- Тьоте, Шейк (30) — ивуарийский футболист[323].

## 4 июня

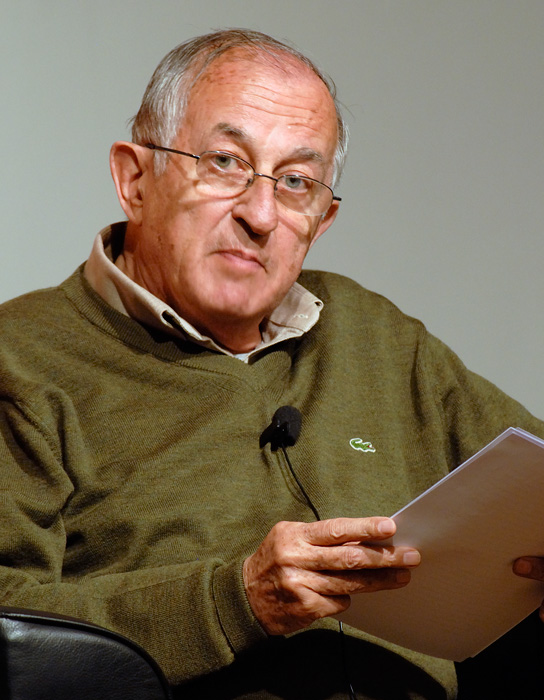
Хуан Гойтисоло

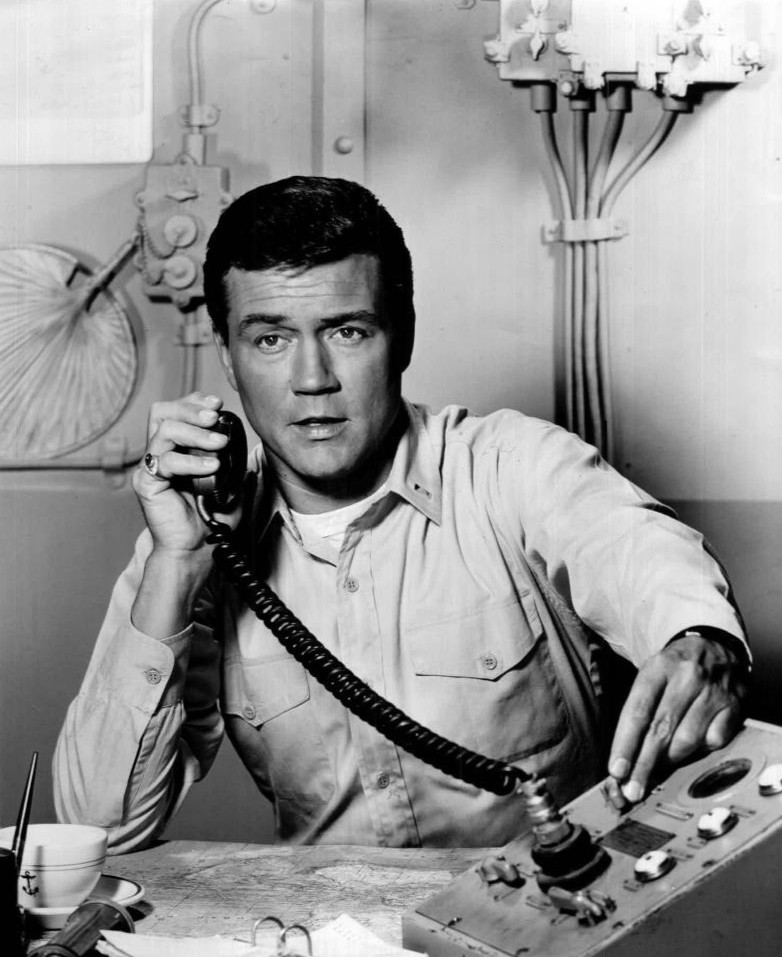
Роджер Смит

- Гойтисоло, Хуан (86) — испанский писатель «поколения пятидесятых годов», критик и журналист, поэт, киносценарист, брат писателей Хосе Агустина и Луиса Гойтисоло[324].
- Кармандаев, Жанаберген Сулейменович (52) — казахстанский тренер по греко-римской, вольной и женской борьбе, заслуженный тренер Республики Казахстан, генеральный секретарь Федерации борьбы Казахстана[325].
- Колпаков, Константин Валерьевич (53) — российский тренер по велоспорту; несчастный случай на соревнованиях[326].
- Матяшик, Андрей (63) — словацкий драматург и театровед[327].
- Осотимехин, Бабатунде (68) — исполнительный директор Фонда ООН по вопросам народонаселения (ЮНФПА), министр здравоохранения Нигерии[328].
- Смит, Роджер (84) — американский актёр и сценарист[329].
- Шемахов, Василий Васильевич (79) — советский передовик производства, машинист локомотивного депо станции Брянск II (1971—1985), Герой Социалистического Труда[330].
- Шестаков, Анатолий Васильевич (103) — советский и российский историк, преподаватель Алтайского госуниверситета, участник Великой Отечественной войны[331].

## 3 июня

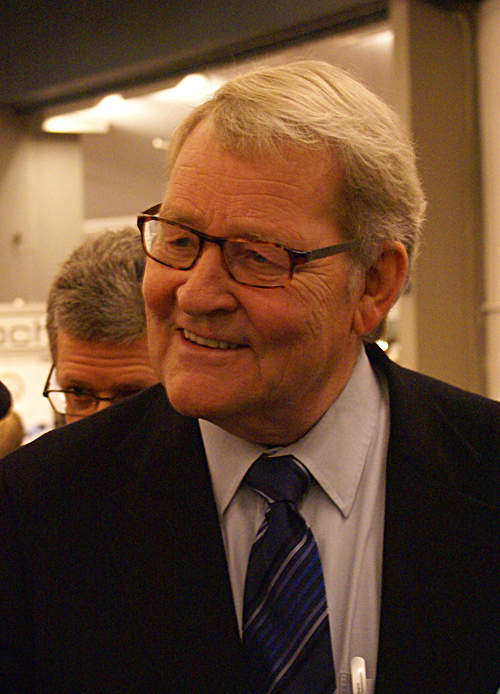
Нильс Хельвег Петерсен

- Бардачёв, Анатолий Владимирович (?) — молдавский русскоязычный поэт и музыкант[332].
- Демут, Торкильд (90) — датский театральный актёр, режиссёр и актёр-кукольник[333].
- Итурральде, Артуро (83) — аргентинский футбольный арбитр[334].
- Мартин, Джеймс (84) — американский деятель образования, президент Обернского университета (1984—2002)[335].
- Фёдоров, Владимир Дмитриевич (86) — советский и российский химик и физик-ядерщик, заслуженный работник атомной промышленности РФ[336].
- Хельвег Петерсен, Нильс (78) — датский государственный деятель, министр иностранных дел Дании (1993—2000)[337].
- Шиврадж (?) — индийский актёр[338].

## 2 июня

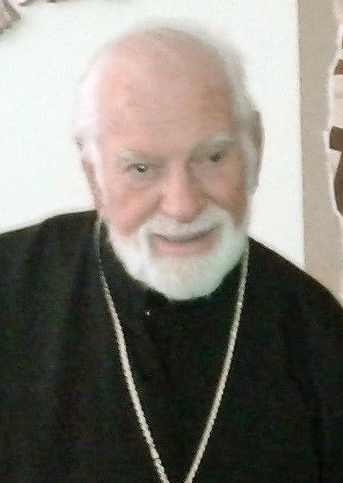
Иаков (Гарматис)

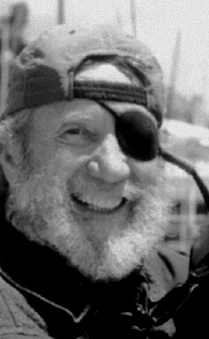
Джек О’Нилл

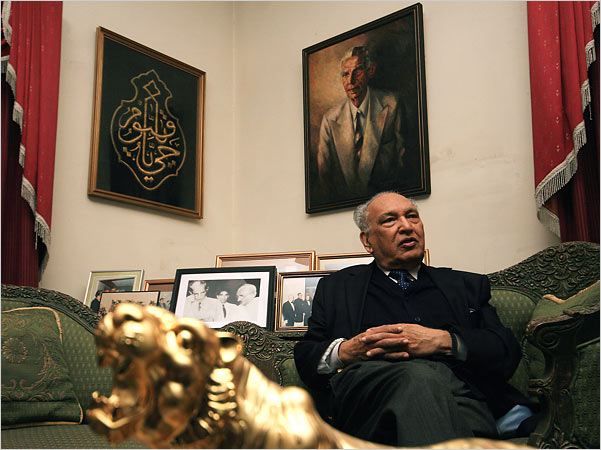
Шарифуддин Пирзада

- Бардин, Анатолий Фёдорович (61) — российский хоккейный арбитр международной категории, спортивный функционер, генеральный менеджер омского «Авангарда»[339].
- Беннет, Ави (89) — канадский бизнесмен, канцлер Йоркского университета (1998—2004)[340].
- Вихарев, Сергей Геннадьевич (55) — советский и российский актёр, хореограф, балетмейстер Мариинского театра оперы и балета (с 2007), заслуженный артист России (2002)[341].
- Заки, Аамир (49) — пакистанский композитор и гитарист[342].
- Зверев, Дмитрий Леонидович (66) — российский артист цирка, отец артистки цирка Анны Зверевой[343].
- Иаков (Гарматис) (89) — епископ Константинопольского патриархата, митрополит Чикагский (в составе Американской архиепископии) (c 1997 года); послеоперационные осложнения[344].
- Иванян, Александр Николаевич (72) — советский и российский гинеколог, доктор медицинских наук, профессор и заслуженный врач России (2000), заслуженный деятель науки Российской Федерации[345].
- Кайбышев, Оскар Акрамович (78) — советский и российский металлофизик, академик АН Республики Башкортостан, президент Академии наук Башкортостана (1991—1994)[346].
- Коржан, Ярослав (77) — чешский литературный переводчик с английского языка[347].
- Кристиан, Гордон (89) — американский хоккеист, серебряный призёр зимних Олимпийских игр в Кортина-д’Ампеццо (1956)[348].
- Липкин, Малкольм (85) — британский композитор[349].
- О’Нилл, Джек (94) — американский бизнесмен[350].
- Пирзада, Шарифуддин (93) — пакистанский государственный деятель, министр иностранных дел (1966—1968), генеральный прокурор (1968—1971, 1977—1984)[351].
- Проценко, Иван Гаврилович (93) — советский и российский писатель, публицист, узник фашистских концлагерей[352].
- Рахман, Абдул (79) — индийский поэт[353].
- Сэллис, Питер (96) — британский актёр[354].
- Тжаард, Том (82) — американский автомобильный дизайнер[355].
- Тейт, Джеффри (74) — британский дирижёр[356].
- Тимофеев, Сергей Владимирович (59) — советский и российский альпинист и тренер, двукратный чемпион СССР и трёхкратный чемпион России, мастер спорта России[357].
- Туркато, Карло (95) — итальянский фехтовальщик, серебряный призёр летних Олимпийских игр в Лондоне (1948)[источник не указан 2968 дней].
- Чарда (Тьярда), Том (82) — американский автомобильный дизайнер[355].

## 1 июня

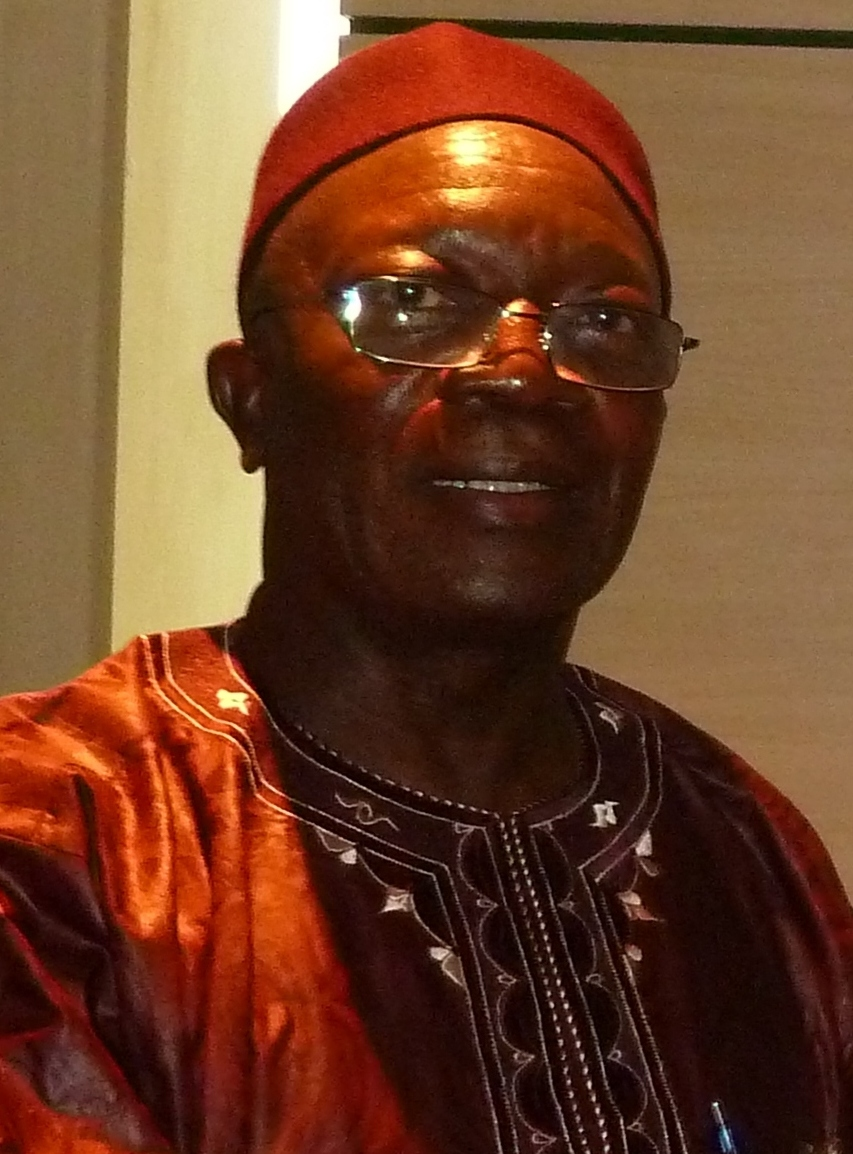
Джозеф Дауда

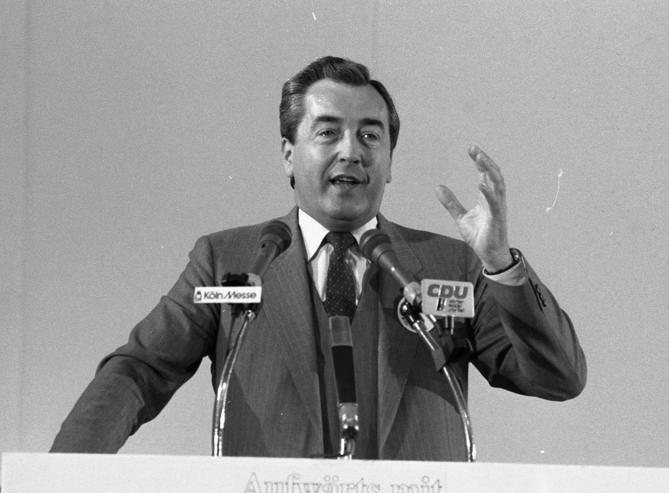
Алоиз Мок

- Барраклаф, Рой (81) — британский актёр[358].
- Вестерхольм, Райно (97) — финский политический деятель, лидер Финской христианской лиги (1973—1982), кандидат в президенты Финляндии (1978, 1982)
- Готье, Вивиан (99) — гаитянская танцовщица и педагог[359].
- Гречи, Жозе (76) — итальянская актриса[360].
- Дауда, Джозеф Бандабла (74) — государственный деятель Сьерра-Леоне, министр иностранных дел (2010—2012)[361].
- Джозеф, Джордж (66) — индийский дипломат, посол в Туркмении (1997—2001), Катаре (2005—2009) и Бахрейне (2009—2010)[362].
- Дорст, Танкред (91) — немецкий писатель[363].
- Дочев, Богдан (80) — болгарский футбольный арбитр[364].
- Макклоски, Джек (91) — американский баскетболист, тренер и баскетбольный менеджер («Детройт Пистонс»)[365].
- Мок, Алоиз (82) — австрийский государственный деятель, министр образования (1969—1970), иностранных дел (1987—1995), обороны (1990), вице-канцлер (1987—1989) Австрии, председатель Австрийской народной партии (1979—1989)[366].
- Николаев, Алексей Васильевич (82) — советский и российский организатор производства, генеральный директор АвтоВАЗа (1996—2002), лауреат Государственной премии РСФСР (1980), заслуженный машиностроитель Российской Федерации[367].
- Розелли, Кристофер (55) — американский оперный певец (баритон)[368].
- Рудник, Николай Семёнович (70) — советский, украинский и российский деятель культуры и искусства, директор Ялтинского театра им. А. П. Чехова (с 2007 года), почётный гражданин Ялты[369].
- Силва Карвалью, Арманду (79) — португальский поэт[370].
- Симмонс, Чарлз (92) — американский писатель[371].
- Суттер, Соня (86) — немецкая актриса[372].
- Тайкон, Роза (90) — шведская актриса, серебряных дел мастер и общественная деятельница, лауреат премии Улофа Пальме (2013)[373].
- Храпова, Лариса Евгеньевна (90) — советский и российский писатель, журналист, член Союза писателей СССР (с 1969 года)[374].